# Павлодарская область
Павлодарская область (каз. Павлодар облысы / Pavlodar oblysy) — область Республики Казахстан. Образована в январе 1938 года. Административный центр — город Павлодар.
Область находится на северо-востоке Республики Казахстан и граничит на севере — с Омской областью, северо-востоке — с Новосибирской, на востоке — с Алтайским краем Российской Федерации, на юге — с Абайской и Карагандинской областями, на западе с Акмолинской и Северо-Казахстанской областями Республики Казахстан.
До 8 июня 2022 года граничила с Восточно-Казахстанской областью.

## Физико-географическая характеристика

### Географическое положение
Область расположена на северо-востоке Казахстана. Большая часть территории Павлодарской области находится в пределах юга Западносибирской равнины в среднем течении реки Иртыш, и занимает площадь 127,5 тыс. км². С севера область граничит с Российской Федерацией (Омская область), с юга — с Карагандинской областью, с востока — с Алтайским краем и Восточно-Казахстанской, с запада — с Акмолинской и Северо-Казахстанской областями.

### Климат
Территория Павлодарской области, как и территории других областей Северного Казахстана, относится к Западно-Сибирской климатической области умеренного пояса с резко континентальным климатом. Характеризуется холодной продолжительной зимой (5,5 месяцев), жарким и коротким летом (3 месяца).

### Рельеф и гидрография
Большая часть области находится в пределах юга Западно-Сибирской равнины, являющейся величайшей равниной земного шара. На юго-западе региона среди полупустынной степи и мелкосопочника со скудной растительностью можно увидеть небольшой горно-лесной оазис.
По территории области протекают более 140 рек. Единственная крупная река — Иртыш протекает с Ю.-В. на С.-З. на протяжении около 500 км и имеет ряд протоков-стариц и островов. В мелкосопочнике начинаются реки Тундык, Ащису, Шидерты, Оленты (Оленти) и др., не достигающие Иртыша и заканчивающиеся в бессточных озёрах. От Иртыша построен канал Иртыш — Караганда, на котором сооружено несколько плотин и водохранилищ. В области много озёр, главным образом солёных: Селетытениз, Кызылкак, Жалаулы, Шурексор, Карасор, Жамантуз, Калкаман и др. — на левобережье; Маралды, Моилды, Большой Ажбулат и др. — на правобережье.
В Павлодарской области насчитывается 1200 малых озёр. Около сотни из них пресные, а остальные солёные. На территории области разведано одиннадцать месторождений подземных вод с эксплуатационными запасами 3,8 миллиона кубических метров в сутки. Все они пригодны для питья и орошения.

### Полезные ископаемые
Область занимает одно из ведущих мест в минерально-сырьевом комплексе Республики Казахстан.
Общая стоимость балансовых запасов твёрдых полезных ископаемых Павлодарского Прииртышья оценивается в 460 миллиардов долларов. Это — уголь и самые разные металлы, включая золото, строительные материалы и многое другое. Часть месторождений давно и успешно разрабатывается, на остальных ведутся дополнительные геолого-разведочные работы, уточняются реальные объёмы полезных ископаемых, условия добычи.
В Павлодарской области сосредоточено более трети всех угольных запасов Казахстана. Самые крупные из месторождений — Экибастузское и Майкубенское, которые хранят, соответственно, 10,5 миллиарда и 2,2 миллиарда тонн энергетического сырья. Перспективны для освоения и девять других месторождений с общим запасом угля около трёх млрд тонн.
Особенность большинства всех этих месторождений в том, что уголь в них залегает неглубоко, местами его пласты выходят прямо на поверхность земли. Из-за этого добыча производится открытым способом. За первые полвека освоения Экибастузского бассейна добыто свыше 2 миллиардов тонн угля.
Подготовлено к освоению крупнейшее медно-порфировое месторождение «Бозшаколь». Руды здесь залегают близко от поверхности земли и содержат в промышленной концентрации не только медь, но и молибден, серебро, другие ценнейшие металлы. Общие запасы меди во всех месторождениях составляют три с половиной миллиона тонн.
Почти в 150 тонн оцениваются прогнозные запасы месторождений золота, которые кроме этого драгоценного металла, содержат также серебро, медь, цинк, барит. Эти металлы добываются в основном (около 300 тысяч тонн руды в год, из которой выплавляется 300 килограммов золота, пять тонн серебра и 500 тонн цинка (на 2004 год)) на Майкаинском месторождении.
Месторождения кобальта оцениваются в 14 тысяч тонн, никеля — в 251 тысячу тонн, марганца — в 70 тысяч тонн. Важнейшая особенность рудных запасов края — их многокомпонентный состав: кроме основных названных металлов, они содержат молибден, бериллий, индий, таллий, галлий, кадмий, германий, селен, теллур и т. д.
В области найдены месторождения малахита и бирюзы. Некоторые специалисты считают, что есть реальные предпосылки для обнаружения технических и ювелирных алмазов.
В Павлодарском Прииртышье отсутствуют открытые месторождения нефти и газа, однако, почти половину территории области занимает Прииртышская впадина, которую геологи считают перспективной на огромные запасы углеводородного сырья. Прогнозные ресурсы нефти оцениваются в 315 миллионов тонн, а газа в 148 миллиардов кубических метров.
В области насчитывается 89 месторождений так называемых общераспространённых полезных ископаемых: это сырьё для производства различных строительных материалов, для нужд промышленности и для других целей. Так, например, Карасорское месторождение формовочных песков — крупнейшее в СНГ. Примерно 700 миллионов тонн ценнейшего сырья хранит Сухановское месторождение каолиновых (беложгущихся) огнеупорных глин.

### Флора и фауна
В долине Иртыша — злаково-разнотравные и пойменные луга, заливные сенокосы и ленточные боры; вокруг озёр и в долинах пересыхающих рек — злаково-осоковые луга и тростниковые заросли. В южной части левобережья Иртыша — типчаково-полынные и полынно-солянковые полупустыни на светло-каштановых почвах с пятнами солонцов и солончаков, используемые под пастбища; на песчаных участках правобережья — ленточные сосновые боры.

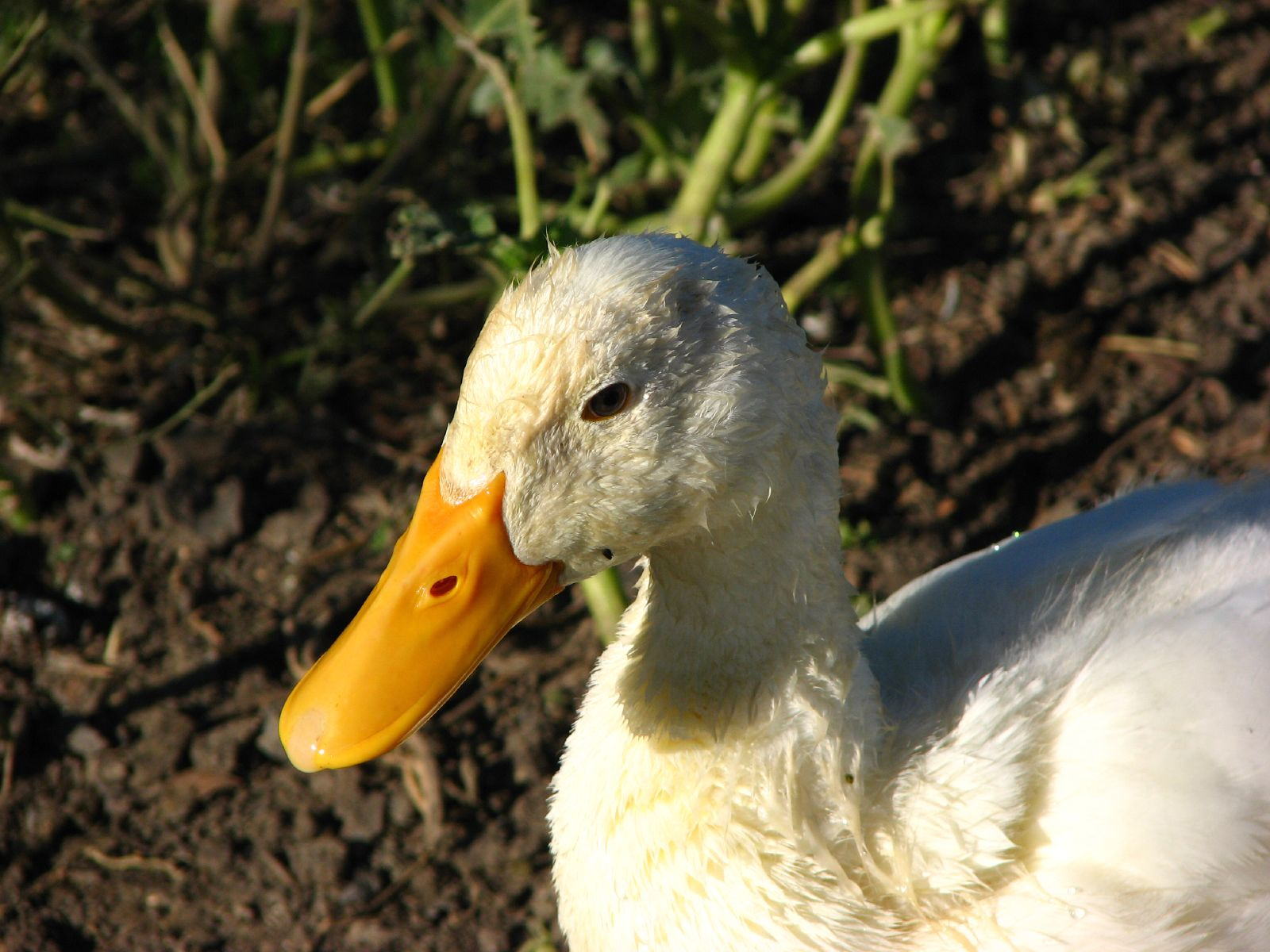
Утка

Флора Баянаульского района довольно разнообразна: произрастают более 270 видов деревьев, кустарников и травянистых растений. На солончаках растительный покров большей частью состоит из чия, тростника, солероса, солончаковатого подорожника, полыни, люцерны. Средняя высота травостоя — 15-30 см. Основными лесообразователями и их спутниками являются: сосна обыкновенная, берёза повислая, пушистая, ольха клейкая, осина, можжевельник, боярышник алтайский, черёмуха обыкновенная, калина обыкновенная, рябина сибирская, малина.
В степях Павлодарской области имеются грызуны (степная пеструшка, заяц-беляк, сурок-байбак, суслик, тушканчик), встречаются хищники: волк, лисица, степной хорь, ласка; из птиц распространены жаворонки, перепел, утки, кулики и др. В озёрах: карась, чебак, линь, окунь; в Иртыше: щука, окунь, судак, язь, налим, нельма. Акклиматизированы белка-телеутка (в борах) и ондатра (в тростниковых зарослях).
Фауну Баянаульского государственного национального природного парка представляет 48 видов млекопитающих, относящихся к 5 отрядам. Отряд насекомоядные 5 видов, отряд хищные 9 видов, отряд парнокопытные 3 вида, важным объектом является казахстанский подвид горного барана — архар, занесённый в Красную книгу Казахстана, другие 2 вида косуля и лось встречаются очень редко, совершают только сезонные кочёвки, отряд грызуны 3 вида, отряд рукокрылые представлены здесь самым большим количеством 23 вида и отряд зайцеобразные 4 вида.
Из земноводных 2 вида и пресмыкающихся 7 видов.
Наиболее многочисленными представителями фаунистического разнообразия национального парка являются птицы. В общей сложности здесь зарегистрировано гнездование 67 видов птиц, относящихся к 10 семействам. В число гнездящихся не входят многие водоплавающие и околоводные птицы, которые размножаются на водоёмах. Есть мигрирующие птицы, останавливающиеся в национальном парке на отдых и кормёжку в весеннее и осеннее время. Общая численность птиц по научно-исследовательским отчётам ПГУ им. С. Торайгырова составляет в национальном парке 19 отрядов, 38 семейств, 144 вида.
Ихтиофауна водоёмов национального парка включает 13 видов рыб, принадлежащих к 3 отрядам и 3 семействам. Наиболее представительна семейства карповых, насчитывающих 10 видов. В озёрах отсутствуют эндемики.
По отчётным данным ПГУ им. С. Торайгырова выявлены 87 видов насекомых (класс насекомые) и 10 видов водных беспозвоночных животных (класс брюхоногие моллюски). Из насекомых 69 видов являются фоновыми, обычными малочисленными и 18 редкими. В таксономическом плане они относятся к 9 отрядам 37 семействам и 67 родам класса насекомых. Чешуекрылые приурочены к разнотравным предгорным степям, долинам, окраинам берёзовых и сосновых горных лесов, открытым лесным полянам с высоким травостоем, составляют 17 семейств, 70 видов. Важным компонентом экосистемы Баянаульского горно-лесного массива является жесткокрылые — по сборам выявлены 30 видов жуков. Разнообразием видового состава отличаются также представители отряда полужесткокрылых, распространены 12 видов, относящихся к 8 семействам.
В Баянаульском государственном национальном природном парке, включая его кластерные участки, так и в территории расширения встречаются 12 видов птиц, занесённых в Красную книгу страны. Саджа лишь изредка залетает на территорию национального парка, балобан, беркут, могильник, степной орёл, филин, орёл карлик, черноголовый хохотун могут быть встречены на гнездований. Чёрный аист, кудрявый пеликан, лебедь кликун, журавль красавка встречаются на весенних и осенних пролётах. Три вида из приведённого списка (сапсан, балобан и могильник), а также большой подорлик, степной лунь и степная пустельга являются глобально угрожаемыми видами и занесены во второй список IUCN и перечень угрожаемых видов BirdLife International. Из млекопитающих занесено в Красную книгу Казахстана на территории Баянаульского парка и заказника «Кзыл-Тау» встречается казахстанский горный баран и из отряда насекомоядных, род землеройки белозубки в Красную книгу страны занесён — малая белозубка. Среди беспозвоночных в Красную книгу Казахстана занесены отряд стрекозы семейство красотки вид Красотка-девушка, из семейства коромысла Дозорщик-император, из отряда жесткокрылых семейство жужелицы — красотел сетчатый.

### Экология
Павлодарская область подвержена высокому техногенному загрязнению, так как базовыми отраслями является горнодобывающая, нефтеперерабатывающая, химическая промышленность, чёрная и цветная металлургия, энергетика.
Главными источниками загрязнения являются тепловые электрические станции, использующие технологию сжигания высокозольных Экибастузских углей в топках котлоагрегатов. Основная масса выбросов приходится на промышленные предприятия, расположенные в городах Экибастуз (46 %), Аксу (26,5 %) и Павлодар (25,5 %), на долю всех остальных районов области приходится лишь около 2 % выбросов.

## История

### Этимология
Своё название область получила по городу Павлодар, который является административным центром области.
Основан в 1720 году как форпост Коряковский на Иртышской линии русских военных укреплений; название форпоста — по находящемуся в 20 км от него Коряковскому солёному озеру. В 1838 году форпост преобразован в станицу Коряковская. В конце 1860 г. местное купечество возбудило ходатайство о преобразовании станицы в город с присвоением ему названия Павлодар в честь только что родившегося младшего сына императора Александра II Павла. Это ходатайство было удовлетворено, и в 1861 году появился город Павлодар.

### Древняя история
В Прииртышье ещё в доисторические времена жили многочисленные племена. Следы стоянок древнего человека найдены в Баянаульском районе, на берегу Иртыша. Найдены каменные орудия, кремнёвые наконечники стрел и копий. Проходили тысячелетия, менялись культуры различных племен, живших в Прииртышье.
Здесь кочевали кимаки, усуни, канглы, кереи, найманы.

### Кимакский каганат

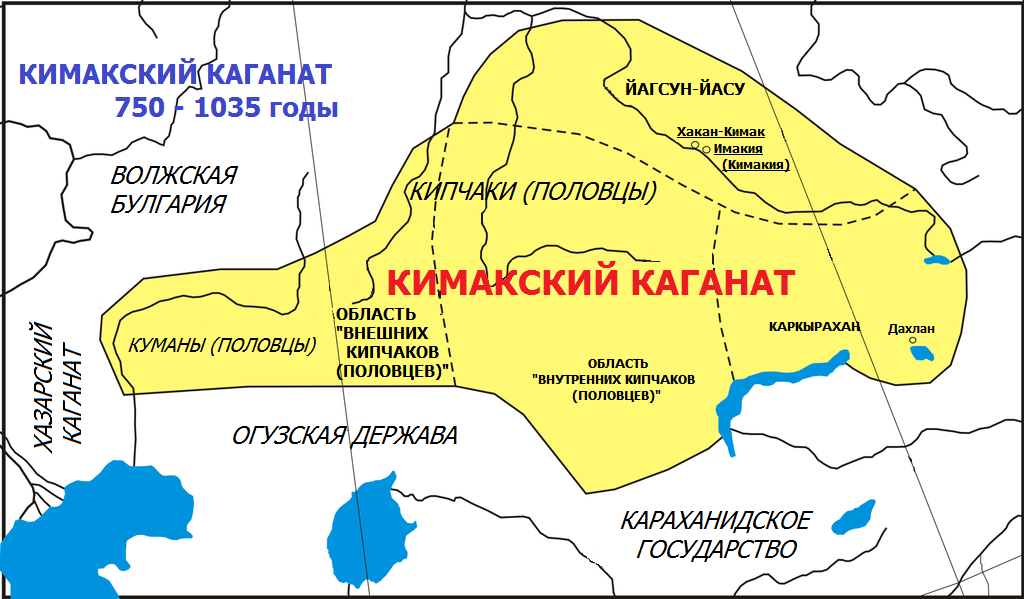
Кимаский каганат, кочевая империя на Севере Казахстана

В средние века территория современной Павлодарской области входила в состав Кимакского каганата. На территории современного Павлодара располагалась столица Кимакского каганата древний город Хакан-Кимак, а так же летняя ставка Кимакского правителя город Имакия , Имакия была наиболее крупным городом, принадлежавшим в то время (раннее Средневековье) кимакам
На территориях современной Павлодарской области располагалась область Кимакского каганата — Йагсун-Йасу.
Кимакский каганат — древнетюркское государство, располагавшееся на территории современного Северного, Центрального и Восточного Казахстана и Южной Сибири примерно в середине IX века по 1035 годы. Каганат был основан древним тюркским народом кимак, которые ушли на запад после падения Восточно-Тюркского каганата. Каганат населяли эймуры, татары, байандуры, ланиказы, аджлау, смешанные кимако-кыргызские племена и другие. Столицей каганата был город Имакия на берегу реки Иртыш.
Северной границей Кимакского каганата была Сибирская тайга, восточной были горы Алтая, южная заканчивалась в безжизненной степной Приаральской зоне, западная — в степях бассейна реки Яик (Урал). Перед серединой VIII века Кимакский каганат граничил с карлуками и тогуз-огузами на юге, с енисейскими кыргызами на востоке, с Хазарским каганатом на западе и северо-западе. В IX веке, после образования Булгарского эмирата, она стала граничить с Кимакским каганатом на северо-западе.
Официальной религией в Кимакском каганате в начале была — манихейство, позднее, с VIII века, — ислам. Кимакский принц, сын кагана аль-Джахан ибн Хакан аль-Кимаки оставил после сведения на арабском языке труд про города, культуру и историю Кимакского каганата.
Кимакские язычники также поклонялись скалам с изображениями (по-видимому, древними петроглифами) и изображениями человеческих ног. Аль-Идриси говорил о вере в различных духов и о принятии кимаками манихейства и ислама.

### Золотая Орда

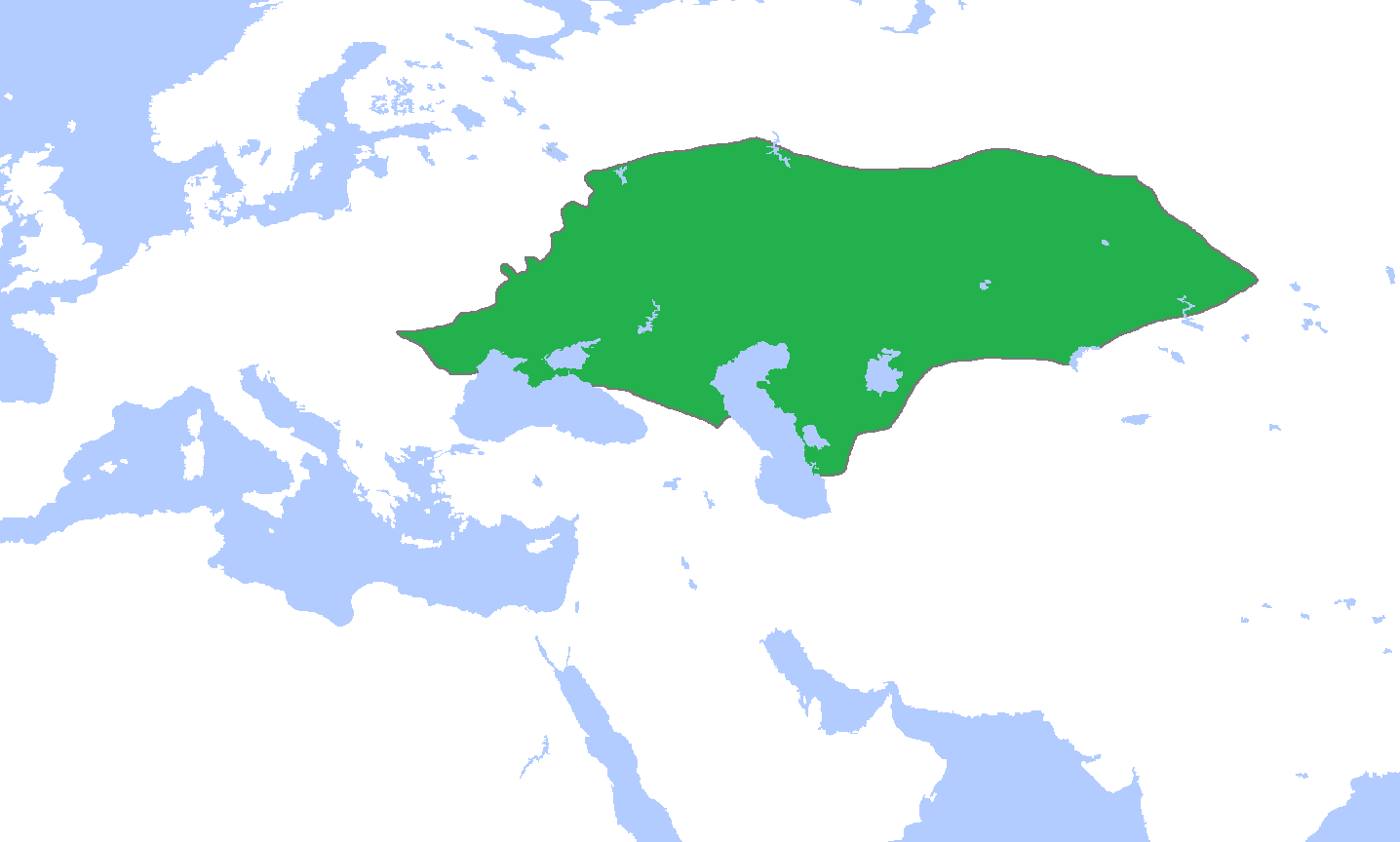
Территория Улуса Джучи (Золотой Орды) в 1300 году

Золотая Орда была крупнейшей империей на территории Казахстана в средневековье и занимала земли от Оби на востоке до Поволжья, степные территории от Волги до Дуная на западе, земли от Сырдарьи и низовьев Амударьи на юге до Вятки на севере. Население Золотой Орды было как кочевым, так и оседлым.

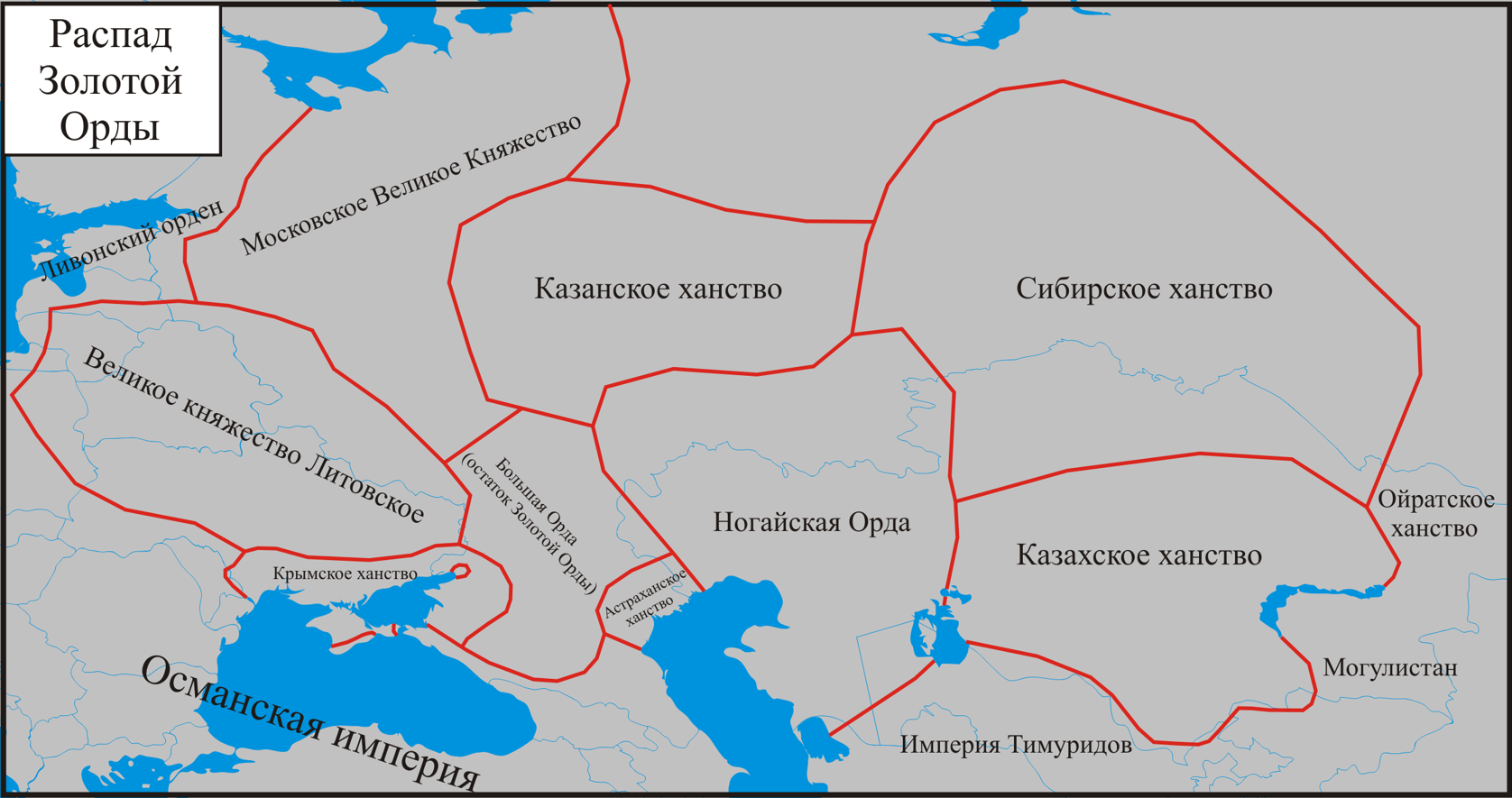
Распад Золотой Орды, вторая половина XV века

Земли Северного Казахстана входили в состав двух улусов: Шибанидский улус и улус Орда-Ежена.
В начале 1420-х годов после распада Золотой Орды образовалось Сибирское ханство, в 1428 — Узбекское ханство, затем возникли Казанское (1438), Крымское (1441) ханства, Ногайская Орда (1440-е годы) и Казахское ханство (1465). После смерти хана Кичи-Мухаммеда в 1459 году, Золотая Орда перестала существовать как единая империя.
Территория современной Павлодарской области входила в состав Сибирского и Узбекского ханства, а затем начиная с XV века в состав Казахского ханства.

### Казахское ханство

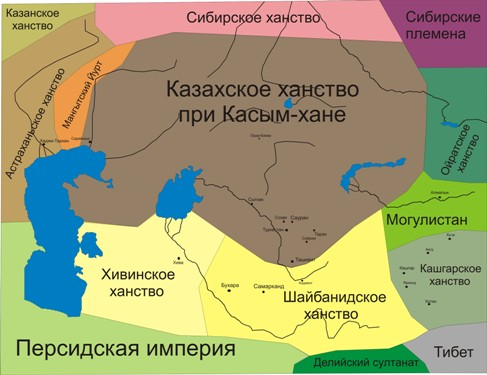
Казахское ханство в 16 веке при Касым-хане

В 15 веке земли современной Павлодарской области вошли в состав Казахского ханства.
Казахское ханство, возникло в 1465 году на территории современного Казахстана и прилегающих к нему государств вследствие распада Золотой Орды, а затем Узбекского ханства в 1468 году.
В эпоху правления Касыма, Хак-Назара, Тауекеле и Есима Казахское ханство достигло своего расцвета.
Казахское ханство (1465—1824) состояло из 3 жузов — Старшего, Среднего и Младшего во главе со своими ханами.
В 1740-е годы хан Среднего Жуза Абылай хан принял подданство Российской империи. На протяжении XVIII ― первой половины XIX века линии русских укреплений постепенно выносились всё глубже в степь. Для контроля над краем были построены Оренбург, Павлодар, Акмолинск, Семипалатинск и другие укрепления. Таким образом, уже 1740-е годы началось присоединение территории Северного Казахстана в состав Российской империи.

### В составе Российской империи
В середине XIX века возник почтово-военный форпост Коряковский — он был построен на берегу Иртыша в 1720 году. Примерное месторасположение форпоста — район современной речной спасательной станции Павлодара. В 1838 году форпост был преобразован в одноимённую станицу, а в 1861 году — в город. Тогда же, в начале XIX столетия наметился подъём сельского хозяйства, развитие отраслей по переработке сельскохозяйственного сырья, горное дело. Со второй половины XIX века ведётся разработка добычи угля в Экибастузе, добыча соли на озёрах Коряковское и Большой Калкаман.
На территории Павлодарской области в 19 веке проживали племена Среднего жуза: Аргыны (роды Басентиын, Суйиндик, Канжыгалы, Бегендык), Найманы (бура, теристанбалы), Кереи, Кыпшак (Кулан),бултын-кыпшак Уак.
Согласно переписи населения 1897 года на территории Павлодарского уезда (примерно соответствовавшего современной Павлодарской области) проживало 142 562 киргиз-кайсака (казахов в современной терминологии), 749 татар. Что касается европейских народов, то численность русских составляла 13 844 чел., украинцев — 121 чел..
Один из значительных этапов переселения на территории современной Павлодарской области пришелся на конец XIX — начало XX веков и связан в первую очередь с открытием Сибирской железной дороги и Столыпинской аграрной реформой. Именно в этот период и был заложен фундамент украинской общины в Казахстане.

### Советский период
В первой половине XX века со строительством железной дороги Кулунда-Павлодар (1923) и развитием судоходства на Иртыше, хозяйство развивается быстрыми темпами.
Область образована 15 января 1938 года постановлением ЦК ВКБ(б) из 9 районов Восточно-Казахстанской и одного района Карагандинской областей. Павлодар, ставший областным центром в 1938 году, оказался на перекрёстке судоходной реки Иртыш и железной дороги, получил надёжную связь с Экибастузом, Уралом, Сибирью. Это послужило дальнейшему развитию экономики города и области. На месте мелких мастерских выросли крупные промышленные предприятия.

#### Великая Отечественная война
В годы Великой Отечественной войны Павлодарское Прииртышье внесло существенный вклад помощи фронту. Так, за всё время военных действий из области в действующую армию было мобилизовано 40 486 человек. Наиболее массовые мобилизации произошли во второй половине 1941 года (15 144 чел.) и в 1942 году (12 404 чел.). Общие потери на фронтах составили 21 830 человек, то есть 47,2 %. Наиболее тяжелые пришлись на 1942 и 1943 (около 59 %). Павлодарцы принимали участие во всех крупнейших сражениях войны. Более 10 тыс. из них были удостоены боевых наград. 23 павлодарца получили звание Героя Сов. Союза, 8 человек стали полными Кавалерами ордена Славы.

#### Послевоенное развитие области
С 1956 года Павлодар стал одним из центров освоения целинных и залежных земель. В результате подъёма целины посевные площади области увеличились в десятки раз. Добыча угля и освоение целины дали мощный толчок развитию производительных сил Павлодарской области. С 1949 по 1962 год юг территории Павлодарской области входил в состав Семипалатинского ядерного полигона. Выгодное экономико-географическое положение, богатейшие ресурсы, наличие транспортных путей, канала Иртыш-Караганда способствовало тому, что в 1957 году был создан Павлодар-Экибастузский территориально-промышленный комплекс, в состав которого вошли Павлодар, Экибастуз, Аксу. На основе дешёвого Экибастузского угля создана энергетическая база и получили развитие новые отрасли промышленности: чёрная и цветная металлургия, машиностроение, алюминиевая, нефтеперерабатывающая и химическая.

### Современность

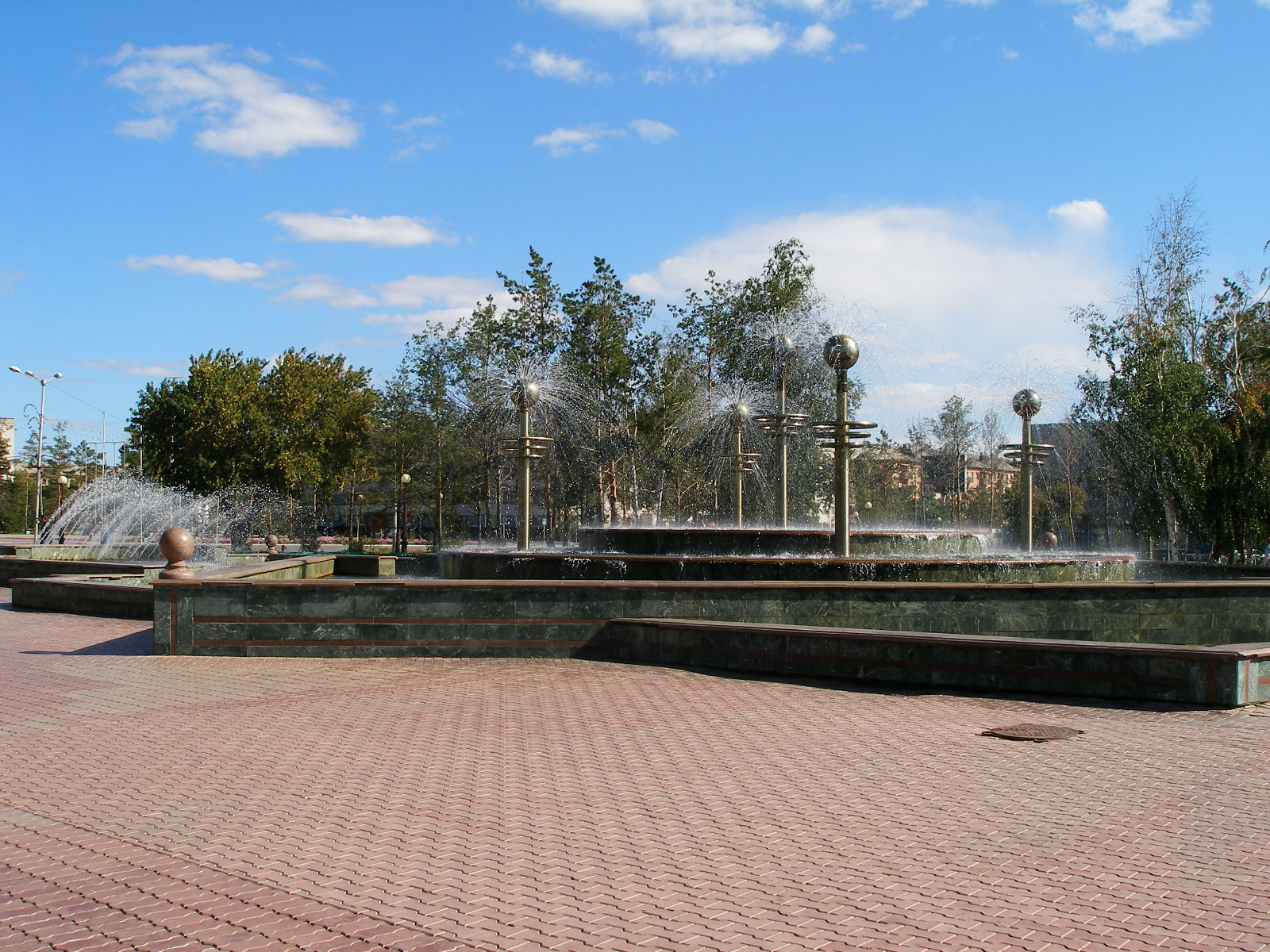
Фонтанные комплексы являются традиционным украшением улиц и площадей города Павлодара

- 1991, 30 декабря — вступила в строй новая трамвайная линия в Павлодаре по ул. Кутузова до пересечения с ул. Свердлова.
- 1993 — по состоянию на 1 января в Павлодаре с пос. Ленинским проживало 367,4 тыс. человек.
- 1993, 4 мая — город Ермак переименован в город Аксу, Краснокутский район переименован в Актогайский.
- 1993, 7 октября — село Краснокутск переименовано в село Актогай.
- 1993, декабрь — пущен второй энергоблок Экибастузской ГРЭС-2.
- 1994, июнь — Индустриальный и педагогический институты г. Павлодара объединены в Павлодарский государственный университет.
- 1994 — улица Свердлова в Павлодаре переименована в улицу имени А. Ломова, улица Тургенева — в улицу М. Каирбаева, улица Красноармейцев — в улицу И. Кривенко.
- 1994 — в Экибастузе состоялась закладка православного Серафимо-Иверского храма.
- 1996 — демонополизировано жилищно-коммунальное хозяйство, создаются КСК.
- 1996, 21 июня — закладка основания Свято-Троицкого храма в с. Железинка.
- 1997, 9 мая — на Центральной площади Павлодара впервые прошли любительские автогонки, ставшие в период с 1997 по 2008 годы неотъемлемой частью праздничных мероприятий, проводимых на главной площади города.
- 1997, октябрь — в г. Павлодаре состоялся международный фестиваль «Айналайын Ертіс — 97».
- 1998, 17 мая — начато строительство железнодорожной линии Аксу-Конечная.
- 1998, 24 ноября — торжества, посвящённые 60-летию Павлодарской области, в которых принял участие Президент Казахстана Нурсултан Назарбаев.
- 1999, 28 августа — освящение часовни святого Николая в г. Павлодаре.
- 1999, 23 октября — торжественное открытие Благовещенского кафедрального собора г. Павлодара и закладка первого камня Главной мечети Павлодара.
- 2000, 23 сентября — празднование Дня города Павлодара, в рамках которого был открыт архитектурный ансамбль новой набережной и состоялись первые конно-спортивные состязания на городском ипподроме.
- 2000, 17 октября — в г. Павлодаре состоялось освящение прихода Святой Терезы Младенца Иисуса храма Римско-Католической Церкви.
- 2000, 25 октября — в г. Павлодаре у здания областного художественного музея открыт памятник поэту и философу Султанмахмуту Торайгырову.
- 2000, декабрь — две бригады путеукладчиков, ведущих прокладку полотна железной дороги Аксу-Конечная, встретились у села Коктобе Майского района. После завершения строительства в середине 2001 года железная дорога Аксу-Конечная стала первой железной дорогой, построенной в суверенном Казахстане.
- 2007, 21 июля — проведён первый музыкальный фестиваль на открытом воздухе «open air RELAX Summer Sun Party» при поддержке акимата города.
- 2010, 12 апреля — открытие памятника Канышу Имантаевичу Сатпаеву рядом с акиматом города Павлодара.
- 2011, 24 января — эстафета огня VII Зимних Азиатских Игр.

Сегодня Павлодарская область выделяется среди всех областей Казахстана высоким промышленным потенциалом, имеет многоотраслевое сельское хозяйство, полностью обеспечивает себя продуктами сельского хозяйства. Здесь получили развитие все виды транспорта, кроме морского, и все отрасли непроизводственной сферы.

### Герб области
3 октября 2011 года — Депутаты областного маслихата утвердили на сессии первый в истории области логотип. Это стало итогом конкурса, который объявляло управлением культуры региона. Самым удачным образцом комиссия признала работу Касымхана Жапанова.

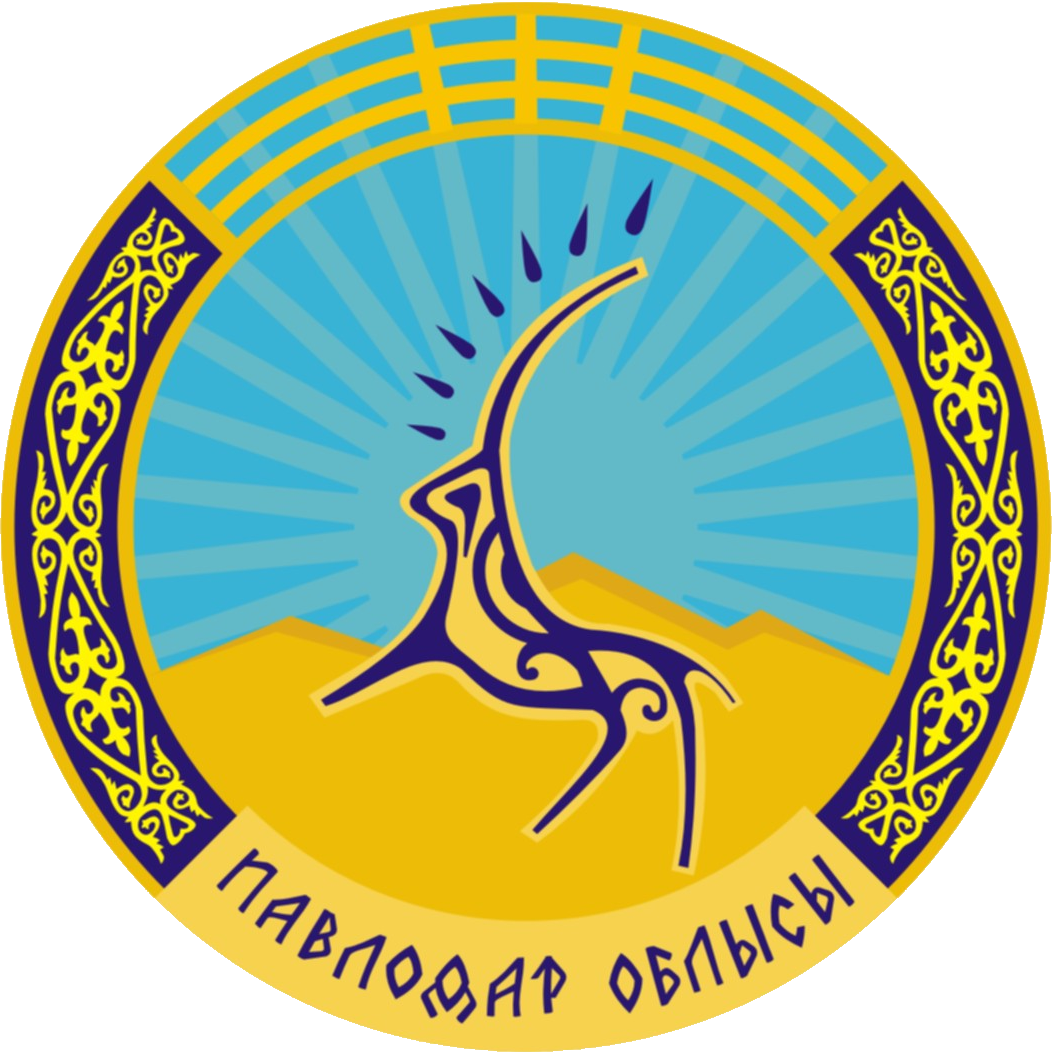
Герб Павлодарской области

В логотипе заложены идеи, направленные на отражение исторического пути становления региона его основных особенностей. В качестве главной достопримечательности отражена жемчужина края — Баянаул: изображены его горы на фоне восходящего солнца, символизирующего изобилие и богатство.
Наскальные рисунки, открытые археологами на территории Павлодарской области, являются свидетельством того факта, что Казахстан является колыбелью древнейших культур Евразии. В связи с этим на логотипе представлена визитная карточка древности региона — фрагмент «Олентинских писаниц» — изображение архара, символизирующего насыщенную природу края. Надпись на логотипе «Павлодарская область» сделана в стиле тюркской руники, что подчёркивает духовные и культурные корни с тюркским миром.
Логотип содержит в себе элементы государственных символов Республики Казахстан. Цветовая гамма герба области основана на цветовой гамме государственных символов — преобладание голубого цвета в сочетании с золотом, что означает единство и процветание народов нашего независимого государства. Как символ приверженности обычаям и традициям прошлого в логотипе отражён казахский национальный орнамент. Центральным элементом, вобравшим в себя основную идею Герба Республики Казахстан, является шанырак — круговое навершие купола юрты. Шанырак — символ семейного благополучия, мира, спокойствия. Зенитное отверстие юрты — тундык — напоминает яркое солнце на фоне голубого, мирного неба. Купольные жерди — уык, равномерно расходящиеся от центра по голубому пространству герба нашей страны, напоминают лучи солнца — источник жизни и тепла.

## Административное деление
Область включает 10 районов, 3 города областного подчинения, 7 посёлков, 165 сельских округов и 408 сёл:

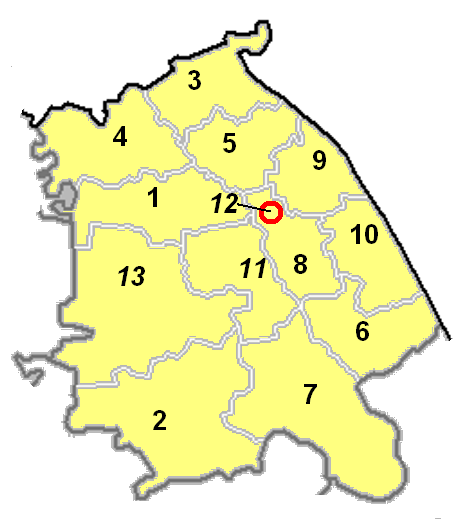
Административная карта области

1. Актогайский район — рц село Актогай
2. Баянаульский район — рц село Баянаул
3. Железинский район — рц село Железинка
4. Иртышский район — рц село Иртышск
5. Теренкольский район — рц село Теренколь
6. Аккулинский район — рц село Аккулы
7. Майский район — рц село Коктобе
8. Павлодарский район — рц город Павлодар (не входит в состав района)
9. Успенский район — рц село Успенка
10. Щербактинский район — село Щербакты
11. город Аксу
12. город Павлодар
13. город Экибастуз

### История административного деления
При образовании области 15 января 1938 года в её состав вошли 10 районов (Баянаульский, Бескарагайский, Иртышский, Кагановический, Куйбышевский, Лозовский, Максимо-Горьковский, Павлодарский, Урлютюбский, Цюрупинский) и город Павлодар.
16 октября 1939 года были образованы Лебяжинский и Майский районы.
8 мая 1944 года были образованы Галкинский и Михайловский районы.
В 1957 году был образован город областного подчинения Экибастуз. Кагановичский район был переименован в Ермаковский, а Галкинский и Михайловский районы упразднены.
В 1959 году Бескарагайский район был передан в Семипалатинскую область.
В 1963 году вместо 11 существовавших районов был создано 9 сельских районов: Баянаульский, Ермаковский, Железинский, Иртышский, Качирский, Краснокутский, Павлодарский, Успенский и Щербактинский. Город Ермак получил статус города областного подчинения.
В 1964 году были образованы Лебяжинский и Майский районы.
В 1972 году был образован Экибастузский район.
В 1992 году Ермаковский район был переименован в Аксуский.
В 1993 году город Ермак был переименован в Аксу, а Краснокутский район — в Актогайский.
В 1997 году были упразднены Аксуский и Экибастузский районы.

### Органы власти

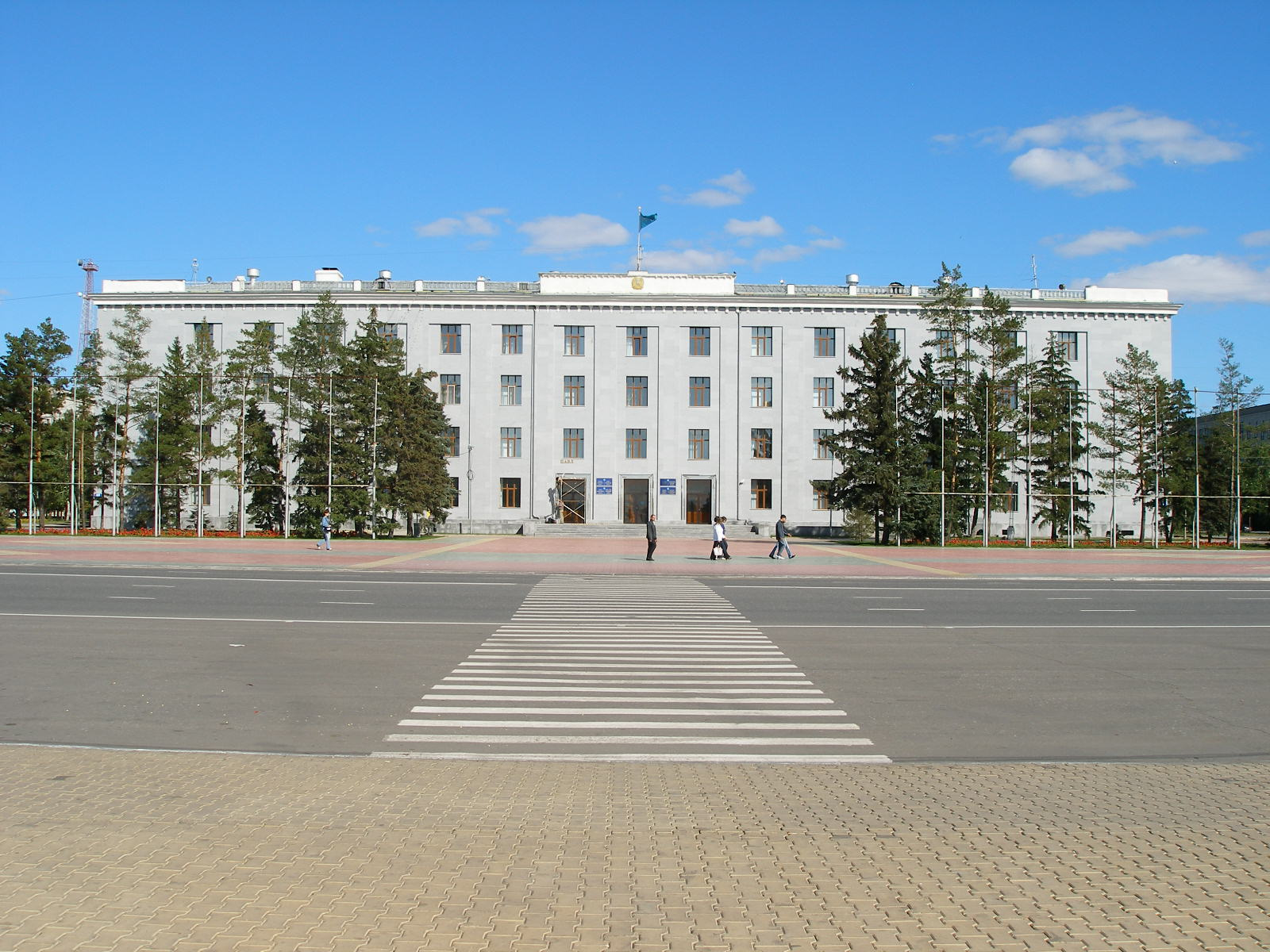
Здание акимата Павлодарской области

Главой исполнительной власти Павлодарской области является глава акимата — аким. В настоящее время пост занимает Асаин Байханов. Акимат — исполнительный орган областного самоуправления, включает управления по различным направлениям. Представительный орган областного самоуправления — областной маслихат. Состоит из депутатов, избираемых населением города на муниципальных выборах сроком на 5 лет. Местные представительные органы — маслихаты выражают волю населения соответствующих административно-территориальных единиц и с учётом общегосударственных интересов определяют меры, необходимые для её реализации, контролируют их осуществление.
Структура органов власти в регионе включает:
- Аппарат акима Павлодарской области
- Акиматы городов и районов
- Управления Павлодарской области
- Территориальные государственные органы

### Главы Павлодарской области
Аким области:
1. Ахметов, Даниал Кенжетаевич (1995—1997)
2. Жакиянов, Галымжан Бадылжанович (декабрь 1997 — ноябрь 2001)
3. Ахметов, Даниал Кенжетаевич (2001—2003)
4. Нурпеисов, Кайрат Айтмухамбетович (14 июня 2003 — сентябрь 2008)
5. Сагинтаев, Бакытжан Абдирович (30 сентября 2008 — 20 января 2012)
6. Арын, Ерлан Мухтарулы (20 января 2012 — 20 декабря 2013)
7. Бозумбаев, Канат Алдабергенович (20 декабря 2013 — 25 марта 2016)
8. Бакауов, Булат Жумабекович (25 марта 2016 — 15 января 2020)[31]
9. Скаков, Абылкаир Бактыбаевич (21 января 2020 — 1 декабря 2022)[32][33][34]
10. Байханов, Асаин Куандыкович (с 7 декабря 2022)[35]

Глава Павлодарской областной администрации:
1. Жабагин, Асыгат Асиевич (1992—1993 г.)
2. Ахметов, Даниал Кенжетаевич (1993—1995 г.)

Председатель областного исполнительного комитета Совета народных депутатов:
Шаблон:Председатели Павлодарского облисполкома
- Искаков, Жаксылык Габдуллинович,
- Мырзашев, Рысбек,
- Каирбаев, Махмет Каирбаевич,
- Садвакасов, Темеш,
- Джангозин, Джакип-Бек.

Первый секретарь областного комитета Коммунистической партии:
Павлодарский областной комитет КП Казахстана
- Исаев, Борис Васильевич,
- Мещеряков, Юрий Алексеевич,
- Ерпилов, Петр Иванович,
- Буров, Иван Михайлович,
- Слажнев, Иван Гаврилович,
- Шишонков, Василий Кузьмич.

## Население
| Численность населения Павлодарской области | Численность населения Павлодарской области | Численность населения Павлодарской области | Численность населения Павлодарской области | Численность населения Павлодарской области | Численность населения Павлодарской области | Численность населения Павлодарской области |
| 1970                                       | 1979                                       | 1989                                       | 14.02.1999                                 | 2003                                       | 2004                                       | 2005                                       |
| ------------------------------------------ | ------------------------------------------ | ------------------------------------------ | ------------------------------------------ | ------------------------------------------ | ------------------------------------------ | ------------------------------------------ |
| 697 947                                    | ↗805 660                                   | ↗943 745                                   | ↘806 983                                   | ↘748 651                                   | ↘745 238                                   | ↘743 826                                   |
| 2006                                       | 2007                                       | 2008                                       | 2009                                       | 2010                                       | 2011                                       | 2012                                       |
| ↘742 911                                   | ↗744 860                                   | ↗746 454                                   | ↘742 276                                   | ↗744 363                                   | ↗746 163                                   | ↗747 055                                   |
| 2013                                       | 2014                                       | 2015                                       | 2016                                       | 2017                                       | 2018                                       | 2019                                       |
| ↗749 154                                   | ↗752 793                                   | ↗755 778                                   | ↗758 479                                   | ↘757 014                                   | ↘754 854                                   | ↘753 853                                   |
| 2020                                       | 2021                                       | 2022                                       | 2023                                       |                                            |                                            |                                            |
| ↘752 169                                   | ↘751 011                                   | ↘748 600                                   | ↗755 400                                   |                                            |                                            |                                            |

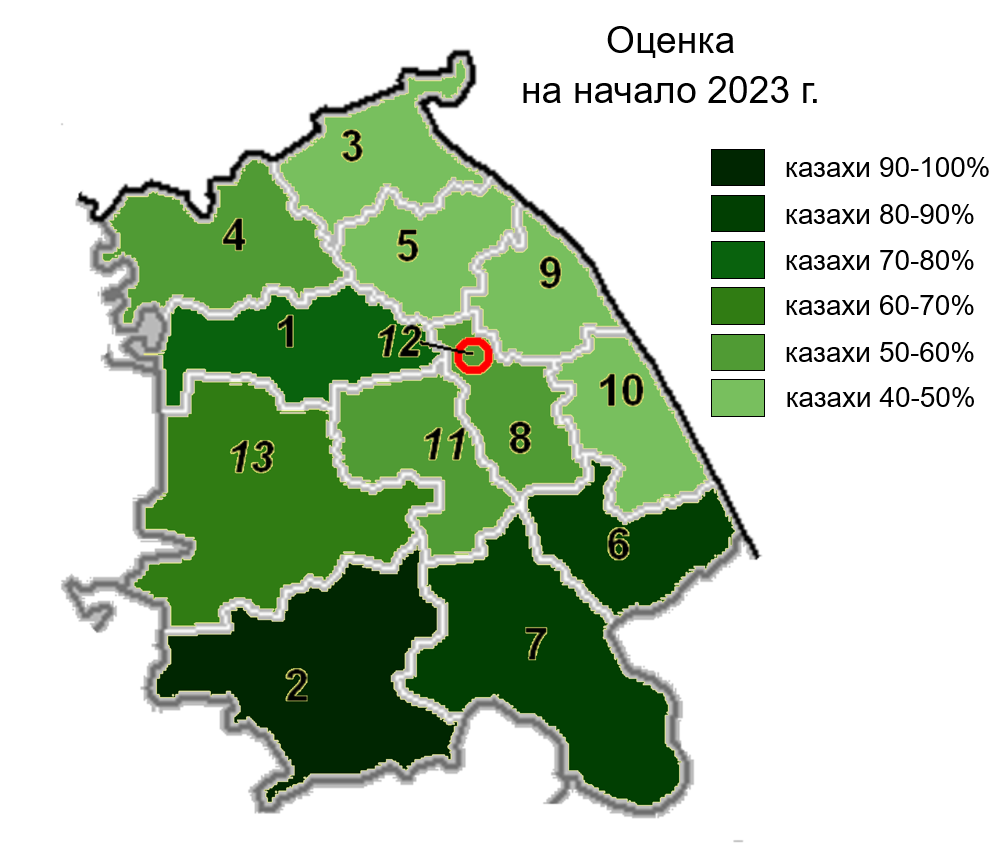
Крупнейший этнос по районам области по оценке на начало 2023 года

Население области на 1 января 2012 года составило 747,1 тысячи человек. Плотность населения в среднем по области (на 1 км² территории) составляет 6 человек. Численность городского и сельского населения равна 514,4 тыс. и 232,7 тыс. человек, соответственно. Удельный вес городского населения — 64 %. В области женское население составляет 52,9 %, а мужское — 47,1 % от общей численности населения. По состоянию на 1 января 2012 года в Павлодарской области зарегистрировано 158,2 тыс. детей в возрасте 0-15 лет (21,2 % от общей численности), лиц в возрасте 16—63 (58) лет — 491,7 тыс. (65,8 %), пожилых людей в возрасте 63 (58) лет и старше — 97,2 тыс. человек (13 %).
Естественный прирост населения за 2011 год равняется 4682 человека или 6,3 на 1000 человек населения, что ниже среднереспубликанского значения на 54,3 % или более чем в два раза.
Число браков на 1000 человек населения в 2011 году составило 9,4 и число разводов на 1000 населения — 4,0.
Павлодарская область характеризуется высокой миграцией населения, сальдо миграции на протяжении пяти лет носит отрицательные значения. Больше всего отток мигрантов наблюдается в страны СНГ. Сальдо миграции из других стран отмечается положительными значениями в последние пять лет.
Динамика численности населения области за период с 2007—2011 характеризуется постепенным ростом и достижением значений 2007 г. после спада в 2008 г.

### Этнический состав

#### По области
Национальный состав области представлен следующими этническими группами населения — казахи, русские, украинцы, немцы, татары, белорусы, молдаване, азербайджанцы, чеченцы, ингуши, башкиры, корейцы, поляки, болгары, чуваши, мордва, удмурты и другие.
На начало 2012 года среди всех этнических групп наибольший удельный вес в общей численности населения приходится на казахов — 48,8 % и русских — 37,9 %. На долю других этносов и этнических групп — 13,3 % населения области.
На 1 января 2016 года численность казахов составляла 385,9 тысячи человек, русских — 276,4, украинцев — 37,9, немцев — 21,1, татар — 14,2, белорусов — 5,1, других национальностей — 19,3 тысячи человек.
|               | 1959, чел. | %        | 1970, чел. | %        | 1979, чел. | %        | 1989, чел. | %        | 1999, чел. | %        | 2009, чел. | %        | 2019, чел. | %        |
| ------------- | ---------- | -------- | ---------- | -------- | ---------- | -------- | ---------- | -------- | ---------- | -------- | ---------- | -------- | ---------- | -------- |
| всего         | 455013     | 100,00 % | 697947     | 100,00 % | 807224     | 100,00 % | 942313     | 100,00 % | 806983     | 100,00 % | 742475     | 100,00 % | 753853     | 100,00 % |
| Казахи        | 116444     | 25,59 %  | 175691     | 25,17 %  | 216113     | 26,77 %  | 268512     | 28,49 %  | 311862     | 38,65 %  | 353711     | 47,64 %  | 394674     | 52,35 %  |
| Русские       | 178760     | 39,29 %  | 310004     | 44,42 %  | 370916     | 45,95 %  | 427658     | 45,38 %  | 337924     | 41,87 %  | 287970     | 38,79 %  | 267142     | 35,44 %  |
| Украинцы      | 65888      | 14,48 %  | 85839      | 12,30 %  | 83185      | 10,31 %  | 86651      | 9,20 %   | 62585      | 7,76 %   | 40145      | 5,41 %   | 32373      | 4,29 %   |
| Немцы         | 55100      | 12,11 %  | 73614      | 10,55 %  | 81487      | 10,09 %  | 95342      | 10,12 %  | 43835      | 5,43 %   | 20708      | 2,79 %   | 20297      | 2,69 %   |
| Татары        | 7218       | 1,59 %   | 13972      | 2,00 %   | 16801      | 2,08 %   | 20152      | 2,14 %   | 17064      | 2,11 %   | 14209      | 1,91 %   | 13946      | 1,85 %   |
| Белорусы      | 6957       | 1,53 %   | 12618      | 1,81 %   | 11511      | 1,43 %   | 12293      | 1,30 %   | 8781       | 1,09 %   | 5419       | 0,73 %   | 4365       | 0,58 %   |
| Молдаване     | 2304       | 0,51 %   | 4641       | 0,66 %   | 4381       | 0,54 %   | 4631       | 0,49 %   | 3391       | 0,42 %   | 2411       | 0,32 %   | 2284       | 0,30 %   |
| Азербайджанцы | 326        | 0,07 %   | 596        | 0,09 %   | 939        | 0,12 %   | 2038       | 0,22 %   | 1847       | 0,23 %   | 1823       | 0,25 %   | 2191       | 0,29 %   |
| Чеченцы       | 4077       | 0,90 %   | 1394       | 0,20 %   | 1298       | 0,16 %   | 1945       | 0,21 %   | 1767       | 0,22 %   | 1710       | 0,23 %   | 1821       | 0,24 %   |
| Ингуши        | 7540       | 1,66 %   | 2032       | 0,29 %   | 2013       | 0,25 %   | 2088       | 0,22 %   | 1891       | 0,23 %   | 1728       | 0,23 %   | 1747       | 0,23 %   |
| Башкиры       | 317        | 0,07 %   | 1276       | 0,18 %   | 1686       | 0,21 %   | 2334       | 0,25 %   | 1738       | 0,22 %   | 1333       | 0,18 %   | 1295       | 0,17 %   |
| Узбеки        | 331        | 0,07 %   | 366        | 0,05 %   | 883        | 0,11 %   | 1029       | 0,11 %   | 767        | 0,10 %   | 1092       | 0,15 %   |            |          |
| Корейцы       | 307        | 0,07 %   | 525        | 0,08 %   | 706        | 0,09 %   | 924        | 0,10 %   | 1013       | 0,13 %   | 1029       | 0,14 %   | 1078       | 0,14 %   |
| Поляки        | 732        | 0,16 %   | 1350       | 0,19 %   | 1422       | 0,18 %   | 1608       | 0,17 %   | 1447       | 0,18 %   | 999        | 0,13 %   | 881        | 0,12 %   |
| Болгары       | 1365       | 0,30 %   | 1510       | 0,22 %   | 1419       | 0,18 %   | 1544       | 0,16 %   | 1300       | 0,16 %   | 907        | 0,12 %   | 901        | 0,12 %   |
| Чуваши        | 663        | 0,15 %   | 1691       | 0,24 %   | 1678       | 0,21 %   | 1906       | 0,20 %   | 1218       | 0,15 %   | 762        | 0,10 %   | 606        | 0,08 %   |
| Мордва        | 1226       | 0,27 %   | 2067       | 0,30 %   | 1996       | 0,25 %   | 1951       | 0,21 %   | 1304       | 0,16 %   | 659        | 0,09 %   | 470        | 0,06 %   |
| Удмурты       | 320        | 0,07 %   | 1636       | 0,23 %   | 1508       | 0,19 %   | 1431       | 0,15 %   | 975        | 0,12 %   | 631        | 0,08 %   | 509        | 0,07 %   |
| Армяне        | 238        | 0,05 %   | 295        | 0,04 %   | 512        | 0,06 %   | 634        | 0,07 %   | 666        | 0,08 %   | 594        | 0,08 %   |            |          |
| Литовцы       | 395        | 0,09 %   | 1040       | 0,15 %   | 804        | 0,10 %   | 794        | 0,08 %   | 595        | 0,07 %   | 400        | 0,05 %   |            |          |
| другие        | 4505       | 0,99 %   | 5790       | 0,83 %   | 5966       | 0,74 %   | 6848       | 0,73 %   | 5013       | 0,62 %   | 4235       | 0,57 %   | 7273       | 0,96 %   |

#### По районам
|    | Район               | Всего  | Каза- хи | %      | Рус- ские | %      | Ук- раин- цы | %      | Нем- цы | %     | Тата- ры | %     | Бело- русы | %     |
| -- | ------------------- | ------ | -------- | ------ | --------- | ------ | ------------ | ------ | ------- | ----- | -------- | ----- | ---------- | ----- |
|    | ОБЛАСТЬ             | 742475 | 353711   | 47,64% | 287970    | 38,79% | 40145        | 5,41%  | 20708   | 2,79% | 14209    | 1,91% | 5419       | 0,73% |
| 1  | Актогайский район   | 15114  | 11369    | 75,22% | 2032      | 13,44% | 785          | 5,19%  | 288     | 1,91% | 109      | 0,72% | 101        | 0,67% |
| 2  | Баянаульский район  | 28296  | 24998    | 88,34% | 2340      | 8,27%  | 251          | 0,89%  | 268     | 0,95% | 182      | 0,64% | 27         | 0,10% |
| 3  | Железинский район   | 17849  | 7304     | 40,92% | 8121      | 45,50% | 722          | 4,05%  | 965     | 5,41% | 268      | 1,50% | 145        | 0,81% |
| 4  | Иртышский район     | 20853  | 12251    | 58,75% | 4961      | 23,79% | 1698         | 8,14%  | 884     | 4,24% | 207      | 0,99% | 259        | 1,24% |
| 5  | Теренкольский район | 22208  | 8834     | 39,78% | 9472      | 42,65% | 1406         | 6,33%  | 1696    | 7,64% | 152      | 0,68% | 232        | 1,04% |
| 6  | Аккулинский район   | 14593  | 11735    | 80,42% | 1678      | 11,50% | 243          | 1,67%  | 255     | 1,75% | 220      | 1,51% | 73         | 0,50% |
| 7  | Майский район       | 12601  | 10808    | 85,77% | 983       | 7,80%  | 187          | 1,48%  | 169     | 1,34% | 180      | 1,43% | 60         | 0,48% |
| 8  | Павлодарский район  | 28855  | 13908    | 48,20% | 9723      | 33,70% | 2162         | 7,49%  | 1587    | 5,50% | 386      | 1,34% | 232        | 0,80% |
| 9  | Успенский район     | 13254  | 4529     | 34,17% | 3711      | 28,00% | 2971         | 22,42% | 1221    | 9,21% | 118      | 0,89% | 118        | 0,89% |
| 10 | Щербактинский район | 21866  | 8920     | 40,79% | 7678      | 35,11% | 2687         | 12,29% | 1453    | 6,65% | 364      | 1,66% | 187        | 0,86% |
| 11 | Аксу                | 67665  | 33295    | 49,21% | 25455     | 37,62% | 3159         | 4,67%  | 1813    | 2,68% | 1263     | 1,87% | 580        | 0,86% |
| 12 | Павлодар, г.а.      | 336810 | 132955   | 39,47% | 160927    | 47,78% | 17181        | 5,10%  | 7428    | 2,21% | 7149     | 2,12% | 2346       | 0,70% |
| 13 | Экибастуз, г.а.     | 142511 | 72805    | 51,09% | 50889     | 35,71% | 6693         | 4,70%  | 2681    | 1,88% | 3611     | 2,53% | 1059       | 0,74% |

|    |                     | Всего  | Каза- хи | %       | Рус- ские | %       | Ук- раин- цы | %       | Нем- цы | %      | Тата- ры | %      | Бело- русы | %      |
| -- | ------------------- | ------ | -------- | ------- | --------- | ------- | ------------ | ------- | ------- | ------ | -------- | ------ | ---------- | ------ |
|    | ОБЛАСТЬ             | 753853 | 394674   | 52,35 % | 267142    | 35,44 % | 32373        | 4,29 %  | 20297   | 2,69 % | 13946    | 1,85 % | 4365       | 0,58 % |
| 1  | Актогайский район   | 12256  | 9508     | 77,58 % | 1681      | 13,72 % | 578          | 4,72 %  | 274     | 2,24 % | 90       | 0,73 % | 67         | 0,55 % |
| 2  | Баянаульский район  | 25859  | 23207    | 89,74 % | 1915      | 7,41 %  | 169          | 0,65 %  | 250     | 0,97 % | 140      | 0,54 % | 14         | 0,05 % |
| 3  | Железинский район   | 15438  | 6118     | 39,63 % | 7268      | 47,08 % | 478          | 3,10 %  | 910     | 5,89 % | 234      | 1,52 % | 112        | 0,73 % |
| 4  | Иртышский район     | 16469  | 9092     | 55,21 % | 4431      | 26,91 % | 1237         | 7,51 %  | 782     | 4,75 % | 183      | 1,11 % | 206        | 1,25 % |
| 5  | Теренкольский район | 20176  | 7959     | 39,45 % | 8827      | 43,75 % | 1059         | 5,25 %  | 1615    | 8,00 % | 165      | 0,82 % | 163        | 0,81 % |
| 6  | Аккулинский район   | 12204  | 9897     | 81,10 % | 1365      | 11,18 % | 180          | 1,47 %  | 226     | 1,85 % | 186      | 1,52 % | 48         | 0,39 % |
| 7  | Майский район       | 10379  | 8906     | 85,81 % | 848       | 8,17 %  | 118          | 1,14 %  | 174     | 1,68 % | 116      | 1,12 % | 47         | 0,45 % |
| 8  | Павлодарский район  | 26092  | 12803    | 49,07 % | 8702      | 33,35 % | 1728         | 6,62 %  | 1565    | 6,00 % | 345      | 1,32 % | 185        | 0,71 % |
| 9  | Успенский район     | 11983  | 4120     | 34,38 % | 3453      | 28,82 % | 2470         | 20,61 % | 1164    | 9,71 % | 105      | 0,88 % | 101        | 0,84 % |
| 10 | Щербактинский район | 19506  | 8149     | 41,78 % | 6959      | 35,68 % | 2073         | 10,63 % | 1309    | 6,71 % | 345      | 1,77 % | 167        | 0,86 % |
| 11 | Аксу                | 70214  | 38902    | 55,40 % | 23080     | 32,87 % | 2585         | 3,68 %  | 1750    | 2,49 % | 1247     | 1,78 % | 450        | 0,64 % |
| 12 | Павлодар г.а.       | 360096 | 168926   | 46,91 % | 150484    | 41,79 % | 14045        | 3,90 %  | 7783    | 2,16 % | 7089     | 1,97 % | 1860       | 0,52 % |
| 13 | Экибастуз г.а.      | 152971 | 87087    | 56,93 % | 48129     | 31,46 % | 5653         | 3,70 %  | 2495    | 1,63 % | 3701     | 2,42 % | 945        | 0,62 % |

### Религия
Среди населения Павлодарской области представлены приверженцы различных вероисповеданий, в том числе ислама, православия, католичества, протестантизма, иудаизма и других религий. На 1 января 2011 г. в области зарегистрировано 172 единицы религиозных объединений и групп, в том числе мусульманские — 94 (54,7 %), православные — 17 (10 %), католические — 8 (4,7 %), иудейские — 1 (0,6 %), протестантские и иные — 52 (30 %). В области имеется 126 культовых сооружений.

## Экономика

### Промышленность
Павлодарская область — крупный индустриальный центр Казахстана, представляет собой многоотраслевой промышленный комплекс, ориентированный на производство электрической энергии, глинозёма, продукции нефтепереработки, машиностроения, пищевой промышленности и строительных материалов.
Ведущей отраслью в регионе, обеспечивающей более 70 % объёма производства обрабатывающей промышленности, является металлургическая промышленность и обработка металлов.
- Чёрная металлургия

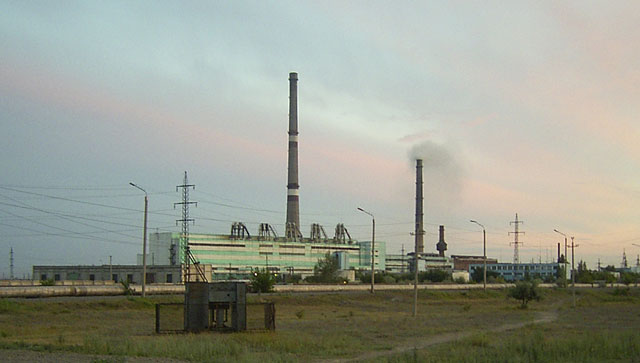
Экибастузская ТЭЦ

Отрасль представлена в области ферросплавным заводом в городе Аксу. Аксуский завод ферросплавов — филиал АО ТНК «Казхром», производит феррохром, ферросилиций, ферросиликомарганец, ферросиликохром — продукцию высокого качества, пользующуюся спросом на мировом рынке. Ферросплавный завод в городе Аксу — крупнейший в мире — пущен в эксплуатацию в 1968 году. Производит более одного млн тонн продукции в год.
Готовую продукцию завод поставляет Карагандинский металлургический комбинат в Темиртау, на металлургические заводы и комбинаты стран СНГ (Россию, Украину, Белоруссию, Грузию, Узбекистан) и в страны дальнего зарубежья (Люксембург, Японию, Германию, Австрию, Швецию, Болгарию, Румынию и др.).
- Цветная металлургия

Молодая отрасль промышленности. Это производство глинозёма, обогащение полиметаллических руд Майкаинского месторождения и медных руд Бозшакольского месторождения.
Первенец алюминиевой промышленности Казахстана — «Павлодарский алюминиевый завод» (АО «Алюминий Казахстана») в г. Павлодаре, мощностью 1,5 млн тонн в год, построен и пущен в эксплуатацию в октябре 1964 года. Предприятие производит глинозём, который является важнейшим сырьём для производства алюминия, а также для получения специальных видов керамики, огнеупоров и материалов электронной промышленности. Попутно из бокситов извлекается галлий и пятиокись ванадия. Галлий — редкий металл, пользующийся большим спросом за рубежом. Он экспортируется в Японию, Германию и США.
С целью создания и развития в республике кластера цветной металлургии в области был построен и запущен АО «Казахстанский электролизный завод» для производства первичного алюминия.
В 2009 году павлодарский алюминий официально зарегистрирован на Лондонской бирже металлов, что подтвердило международный стандарт продукции Казахстанского электролизного завода и позволило поставлять первичный алюминий по биржевым ценам.
Павлодарский филиал ТОО «Кастинг». На предприятии освоено производство стальных заготовок и проката, мелющих шаров, стержней и арматуры. Продолжаются работы по расширению непрерывно-литейного производства и выпуска стальных бесшовных труб для нефтегазовой отрасли.
Основным направлением развития ТОО «Кастинг» является дальнейшее производство сортового проката, строительной арматуры, труб и проволоки, а также производство стальных бесшовных труб для нефтегазовой отрасли. Продолжится производство мелющей продукции для горно-металлургического комплекса на основе новой технологии непрерывной разливки стали и пластического деформирования.
В области имеются месторождения полиметаллических руд, в которых содержатся золото, серебро, медь, цинк. Эти месторождения разрабатываются АО «Майкаинзолото». Майкаинский комбинат включает в себя рудники и обогатительную фабрику.
АО «Майкаинзолото» выпускает медь в медном концентрате, цинк в цинковом концентрате, концентраты золотосодержащие.
Месторождение «Майкаин» — комплексное золото-барит-колчеданное-полиметаллическое месторождение, расположено в Республике Казахстан в 400 км от г. Астана, открыто в 1924 г. ОАО «Майкаинзолото» приобретено РМК в 2005 году, в настоящее время на предприятии функционируют подземный рудник «Майкаин В». С апреля 2006 года производится строительство подземного рудника на месторождении «Алпыс» и реконструкция обогатительной фабрики с увеличением производительности до 500 тыс. тонн руды.
- Машиностроение и металлообработка

Первое предприятие сельскохозяйственного машиностроения Павлодарского Прииртышья — завод «Октябрь» (1942). Это опытно-экспериментальное предприятие, специализировавшееся на выпуске технологического оборудования: средств механизации и автоматизации сборочных работ (станков-автоматов и полуавтоматов, сборочных конвейеров, испытательных стендов). Сегодня завод выпускает нестандартное мельничное оборудование, торговое оборудование (стеллажи), металлосайдинги, металлочерепицы, ручные и электрические стеллажи.
В целях развития перспективного нефтегазового машиностроения на ТОО «Инструментальный завод» расширяется производство инструмента для ремонта скважин и ликвидации аварий, запасных частей для буровых ключей, оснастки для обсадных колонн, запасных частей для буровых насосов. Номенклатура изделий, поставляемых нефтегазовому сектору, составляет более 60 наименований. Заводом также осваивается производство запасных частей для ремонта локомотивов и грузовых вагонов.
В АО «Павлодарский машиностроительный завод» наращивается производство мостовых и козловых кранов. Предприятием освоено производство кранов грузоподъёмностью 55 тонн.
ТОО «Проммашкомплект» (город Экибастуз) — завод по производству стрелочных переводов и железнодорожных колес.
Предприятием освоено сертифицированное производство 10 типов стрелочных переводов, 6 типоразмеров железнодорожных колес, локомотивных бандажей и тележек для грузовых вагонов.
Основные потребители: АО «НК „КТЖ“», АО «КазТемирТранс», ТОО «Камкор Вагон», ТОО «Камкор Локомотив», Казахстанская вагоностроительная компания, ТОО «Богатырь Комир».
На сегодняшний момент ТОО «Проммашкомплект» создаёт ряд производств по выпуску преднапряжённого бруса, рельсовых скреплений, железнодорожных осей и расширяет производство железнодорожных колёс, на основе которых в Экибастузе будет развёрнут железнодорожный промышленный кластер.
- Химическая промышленность

Предприятия области работают на отходах нефтеперерабатывающей промышленности, сырьё поступает из стран СНГ, прежде всего из России. Ассортимент выпускаемой продукции достаточно большой: краски и лаки на основе полимеров, материалы смазочные, присадки, антифризы, изделия из пластмасс и полиэтилена, хлор, каустическая сода.
ТОО «Реагент-Восток» создано в июне 2002 года путём выделения части производственных мощностей АО «Павлодарский химический завод». Производственная мощность — 3,5 тыс. тонн химической продукции в год. Основные виды продукции: флотореагент натриево-бутиловый, присадка ДФБ, дезинфицирующее средство «Дезостерил». Продукция поставляется на горно-обогатительные комбинаты Казахстана и России. Основные потребители в республике — АО «Казцинк», АО «Корпорация Казахмыс», ТОО «Техснаб Майкаинзолото», за рубежом — ООО «Норильск-Никель».
АО «Каустик» основано на базе Павлодарского химического завода в августе 2002 года. Основной вид деятельности — хранение и розлив жидкого хлора в мелкую тару. Производит попутную продукцию: гипохлорит натрия технического, отбеливающие средства «Белизна», азот газообразный, кислород, полиэтиленовую тару.
- Нефтеперерабатывающая промышленность

В области действует одно из крупных предприятий в Республике по производству нефтепродуктов — ТОО «Павлодарский нефтехимический завод», который работает на нефти, поступающей из Западной Сибири через Омск. Мощность завода — 7,5 млн тонн. Продукция завода реализуется в Павлодарской и других областях Казахстана, вывозится в Россию и государства Средней Азии. В структуре выпускаемых в области нефтепродуктов лидирующее положение занимает моторное топливо (бензин) и газойли.
- Топливно-энергетический комплекс

В 1954 году положено начало мощной угольной промышленности в Экибастузе. Общие запасы каменного угля по геологическим оценкам — 12,8 млрд тонн. В 2005 году добыто 56,9 млн тонн угля, это более 65 % добычи угля в Казахстане.
Значительная часть добываемого угля экспортируется на Урал, в Западную Сибирь и вывозится в другие области Казахстана. В Павлодарской области имеется 8 месторождений угля. Наиболее крупные из них в Экибастузском и Майкубенском бассейнах. Запасы этих месторождений сосредоточены на небольшой территории, залегают неглубоко от поверхности, что позволяет вести добычу угля открытым способом. Это наиболее производительный и дешёвый способ добычи.
На территории Экибастузского бассейна несколько разрезов, самый крупный из них — «Богатырь». Это крупнейший разрез не только в Казахстане, но и в мире. ТОО «Богатырь Комир» добывает уголь на разрезах «Богатырь» и «Северный». Производственная мощность по добыче угля — 40 млн тонн.
ТОО «Богатырь Комир» — одно из крупнейших предприятий в мире по добыче угля открытом способом, его балансовые запасы составляют — 2,62 миллиарда тонн, и обеспечивает оно 42 % от общего объёма добычи угля в Казахстане.
«Богатырь Комир» является совместным предприятием казахстанского холдинга «Самрук-Казына» и российской алюминиевой компании РУСАЛ. Общая численность трудового коллектива организации в настоящее время составляет 6,5 тысяч человек.
В числе основных потребителей ТОО «Богатырь Комир»: Рефтинская ГРЭС в Российской Федерации, и Экибастузская ГРЭС-1, Экибастузская ГРЭС-2, Алматинские и Степногорская ТЭЦ, ТОО «Караганда Энергоцентр» (ТЭЦ-1, ТЭЦ-3), АО «СевКазЭнерго», АО «Астана-Энергия» (ТЭЦ-1,ТЭЦ-2), ГКП «Кокшетаужылу», АО «Павлодарэнерго», ТОО «Bassel Group LLS» (г. Караганда) в Республике Казахстан.
АО «Евро-азиатская энергетическая корпорация» (разрез «Восточный»). Производственная мощность угледобывающего разреза — 20 млн тонн каменного угля в год.
Добыча бурого угля — лигнита производится Майкубенским угольным месторождением (ТОО «Майкубен-Вест»).
- Промышленность строительных материалов

Активное освоение распространённых полезных ископаемых (беложгущихся огнеупорных глин, декоративного облицовочного камня, габбро, гранита, мрамора и известняка) даёт возможность организации производств строительной индустрии.
В настоящее время в области сосредоточено значительное количество побочных продуктов и отходов промышленности (разнообразных по свойствам, агрегатному состоянию и перспективам утилизации), которые возможно использовать в качестве компонентов для производства строительных материалов и изделий.
ТОО «Объединение завод строительных материалов». В сентябре 2003 года на базе бывшего ЖБИ-4 восстановлен и пущен в эксплуатацию цех по производству силикатного кирпича. Планируемая мощность завода — 20 млн штук кирпича в год. Сырьём для производства силикатного кирпича являются известь и кварцевый песок.
ТОО «Траст-Элстром». Завод введён в эксплуатацию в ноябре 2003 года в рамках программы импортозамещения, и отвечает острой необходимости насыщения рынка материалом собственного производства, так как в настоящее время мебельная индустрия в Республике Казахстан в основном ориентирована на импорт древесностружечного материала. Предприятие выпускает древесностружечные плиты многослойные, плоскопрессованные по Польской технологии.
АО «Павлодарский картонно-рубероидный завод» введён в эксплуатацию в 1975 году. В 1994 году предприятие преобразовано в акционерное общество.
- Мебельная промышленность

Мебельную промышленность представляют Павлодарская мебельная фабрика, ТОО фирма «Азимут», Павлодарский филиал АО «Heaven House» и субъекты малого бизнеса, которые выпускают различные комплекты мебели: кухонную, офисную, мягкую мебель, используя современные и качественные материалы.
АО «Heaven House». С 1966 года предприятие существовало как мебельная фабрика «Арай», с 1999 года — «Павлодар-Пинскдрев», с 2002 года — ТОО «Асыл-Агаш-Павлодар». С марта 2005 года — АО «Heaven House».
В 2005 году приступили к реализации проекта по развитию производства офисной и бытовой мебели при софинансировании АО «Инвестиционный фонд Казахстана». Доля участия Инвестиционного фонда составляет 650 млн тенге (49 %).

### Сельское хозяйство
На территории Павлодарской области сельское хозяйство практически в равной степени представлено как растениеводством, так и животноводством.
Растениеводство области — это выращивание зерновых, кормовых и овощных культур, в том числе картофеля, подсолнечника, рапса и льна. Приоритетными сельскохозяйственными культурами являются: яровая пшеница, озимая рожь, гречиха, просо, ячмень, овес, масличные, картофель, овощные и бахчевые, кормовые, многолетние бобовые травы, кукуруза и подсолнечник на силос, а также овощи закрытого грунта.
В области достаточно хорошо развиты отрасли животноводства, производства мясомолочной продукции, птицеводства, а также рыбоводство и лесное хозяйство. Область располагает рыбохозяйственным водным фондом и благоприятными условиями для интенсивного развития рыбоводства и рыболовства. Ежегодный улов рыбы в водоёмах составляет 120 тонн, в водохранилищах канала им. К. Сатпаева — 90 тонн.
Имеется 268 водоёмов местного значения, в том числе 178 закреплены за природопользователями, 90 — за резервным фондом.
Павлодарская область расположена в зоне рискованного земледелия, где основным лимитирующим условием для развития сельскохозяйственного производства является дефицит влагообеспеченности. Выращиваемые в богарных условиях культуры испытывают дефицит влаги, производство картофеля затруднено, а овощей практически невозможно.
Доминирующее положение по переработке сельскохозяйственной продукции в области занимает г. Павлодар, на территории которого находятся крупные перерабатывающие предприятия: ТОО «РубиКОМ», ТОО «Золотой телёнок», ТОО «ПХБК», АО «Сут», АО «Павлодармолоко», ТОО «КЭММИ» и другие. Удельный вес г. Павлодара в областном объёме производства колбасных изделий составляет 88,6 %, молока − 84 %, муки — 95 %, макаронных изделий — 96 %.

### Электроэнергетика
На территории области функционируют следующие крупные электростанции:
- Экибастузская ГРЭС-1 (Самрук-Энерго — 100 %[47]) — крупнейшая электростанция области, мощность — 4000 МВт;
- Аксуская ГРЭС (электростанция АО «Евро-азиатская энергетическая корпорация») — вторая по величине электростанция области, мощность — 2450 МВт;
- Экибастузская ГРЭС-2 (Самрук-Энерго — 50 %, Интер РАО — 50 %) в составе двух энергоблоков общей мощностью 1000 МВт;
- Павлодарская ТЭЦ-1 (ТЭЦ АО «Алюминий Казахстана»), установленная электрическая мощность — 350 МВт, тепловая — 1125 Гкал/час;
- Павлодарская ТЭЦ-2 АО «ПАВЛОДАРЭНЕРГО» (АО «ЦАЭК»), установленная электрическая мощность — 110 МВт, тепловая — 392 Гкал/час;
- Павлодарская ТЭЦ-3 АО «ПАВЛОДАРЭНЕРГО» (АО «ЦАЭК»), установленная электрическая мощность — 505 МВт, тепловая — 808 Гкал/час;
- Экибастузская ТЭЦ АО «ПАВЛОДАРЭНЕРГО» (АО «ЦАЭК»), установленная электрическая мощность — 12 МВт.

Электростанции Павлодарской области стали поставщиком электроэнергии в сопредельные регионы Казахстана и России. В области сформировались три энергоузла с центрами в городах Павлодар, Экибастуз и Аксу, из которых по линиям электропередачи 110 кВ производится электроснабжение сельских районов.
Линии электропередачи напряжением 220—1150 кВ находятся на балансе АО «KEGOC», для эксплуатации которых создан Северный филиал межсистемных электрических сетей с центром в городе Экибастузе.

### Торговля и сфера услуг
- Розничная торговля

Оборот розничной торговли за январь-май 2012 года составил 62,4 млрд тенге и увеличился на 13,3 % к соответствующему периоду 2011 года, в большей степени за счёт торговли физических лиц на рынках и индивидуальных предпринимателей (на 13,5 % больше уровня января-мая 2011 года), доля которых в общем объёме розничной торговли составляет 62,8 %. Объём торговли торгующих предприятий увеличился в отчетном периоде на 13 % по сравнению с соответствующим периодом предыдущего года. На 1 июня 2012 года объём товарных запасов торговых предприятий в розничной торговле составил 6,3 млрд тенге.
- Оптовая торговля

Оборот оптовой торговли за январь-май текущего года составил 196 млрд тенге или 155,5 % к уровню соответствующего периода предыдущего года. 
На 1 июня 2012 года объём товарных запасов торговых предприятий в оптовой торговле составил 18,4 млрд тенге
- Услуги по предоставлению продуктов питания и напитков (общественное питание)

Объём услуг по предоставлению продуктов питания и напитков за январь-май 2012 года составил 1823,8 млн тенге или на 13,4 % больше, чем в соответствующем периоде предыдущего года.
В общем количестве активных субъектов МСП на 1 июня 2012 года доля индивидуальных предпринимателей составила 81 %, крестьянских или фермерских хозяйств — 9,6 %, юридических лиц среднего и малого предпринимательства — 9,3 %.
В 1 квартале 2012 года предприятиями и организациями Павлодарской области оказано услуг на сумму 9,6 млрд тенге, 69,9 % от общего объёма услуг оказано малыми предприятиями, 23,7 % — средними предприятиями и 6,4 % — крупными предприятиями. На долю предприятий, расположенных на территории сельской местности, приходится 5,9 % оказанных услуг.
За январь-апрель 2012 года взаимная торговля Павлодарской области со странами Таможенного союза составила 1261 млн долларов США.
В структуре взаимной торговли преобладал импорт — 69,1 %, или 871,7 млн долларов США, экспорт составил 30,9 %, или 389,3 млн долларов США.
Удельный вес России в общем объёме товарооборота составил 99,5 %, Республики Беларусь — 0,5 %.

### Транспорт
Павлодарская область располагает транспортным комплексом, в составе которого железнодорожный, автомобильный, воздушный и речной транспорты. Все виды транспорта дополняют друг друга и образуют единую транспортно-коммуникационную сеть.
- Автомобильный транспорт

Через территорию области проходит 7 дорог республиканского значения общей протяжённостью 1517 км.
Протяжённость автомобильных дорог общего пользования составляет 5666 км, из них 4917 км составляет протяжённость автомобильных дорог с твердым покрытием.
Плотность автодорог общего пользования с твердым покрытием равна 39,4 км на 1000 км².
По состоянию на 1 июня 2012 года действует 59 внутриобластных маршрутов. Для обеспечения автобусных (микроавтобусных) сообщений между населёнными пунктами сельских округов с районными центрами в настоящее время действуют 42 внутрирайонных маршрута.
- Железнодорожный транспорт

Основным оператором железнодорожных перевозок в области является филиал АО «НК „КТЖ“ Павлодарское отделение дороги».
Эксплуатационная длина железнодорожных путей Павлодарского отделения дороги составляет 1069,2 км, развернутая длина главных путей 1436,7 км. Общая протяжённость 893,3 км, в том числе электрифицированных 381,8 км.
Для обеспечения эксплуатационной деятельности на Павлодарском отделении дороги имеется 43 раздельных пункта, из них: 35 станций, 5 разъездов, 1 обгонный пункт, 2 путевых постов.
- Гражданская авиация

В сфере гражданской авиации в области осуществляет деятельность АО «Аэропорт Павлодар». Пассажирооборот воздушного транспорта области в 2010 году составил 9,8 млн пкм.
- Речной транспорт

В сфере речного транспорта в Павлодарской области действует АО «Павлодарский речной порт», которое оказывает услуги по добыче и транспортировке речного песка на строительные объекты области, а также оказывает услуги на перевозках грузов в транзитном сообщении. Приписной флот состоит из буксирных теплоходов, сухогрузов и наливных барж.
- Трубопроводный транспорт

Протяжённость магистральных трубопроводов в 2010 году составила 2577 км. Грузооборот магистральных трубопроводов 12,6 млрд ткм.
- Трамвайный транспорт

Протяжённость эксплуатационных трамвайных путей в двухпутном исчислении равна 44,6 км. В 2010 году перевозка пассажиров трамваями составила 21,5 млн человек, пассажирооборот — 118,2 млн пкм.

### Связь и СМИ
Павлодарская область охвачена следующими видами связи: почтовой и курьерской связью, телекоммуникационной (в том числе телефонная, телеграфная, факсимильная, телевизионная, радиосвязь, Интернет), мобильной (сотовой) связью.
- Павлодарский областной филиал АО «Казпочта» представлен 12 узлами почтовой связи: из них 10 районных узлов почтовой связи (РУПС), 2 городских узла почтовой связи в г. Аксу и г. Экибастузе (ГУПС), 29 городских отделений почтовой связи (ГОПС), 104 сельских отделений почтовой связи (СОПС), а также 113 пунктов почтовой связи. Штат почтальонов по области 228 человек, из них 71 человек по городу Павлодару.

Среди множества услуг «Казпочта» предлагает услугу экспресс почты «EMS-Kazpost», которая представляет собой ускоренную доставку корреспонденции по всему миру.
Павлодарский областной филиал успешно применяет новую технология KPILS, что позволяет контролировать путь следования почтовых посылок, от отправителя к получателю.
- Телекоммуникационная связь в области обеспечивается Павлодарской областной дирекцией телекоммуникаций АО «Казахтелеком», Павлодарским областным филиалом «Ertis» АО РТРК «Қазақстан», местным КТК-7, и другими общенациональные теле- и радиоканалами республиканского и областного уровня.

В области действуют филиалы крупнейших поставщиков услуг IP-телефонии (интернет-телефония), междугородной и международной телефонной связи, местной телефонной связи, мобильной телекоммуникационной связи (подвижная радио/радиотелефонная, транкинговая и пейджинговая связи), а также передачи данных.
Операторами мобильной (сотовой) связи являются АО «Алтел», АО «Кселл», ТОО «Мобайл Телеком Сервис» и ТОО «КаР-Тел».

### Туризм
В настоящее время в Павлодарской области зарегистрировано и функционирует 72 туристских организаций, имеющих лицензии на осуществление туристской деятельности.
На территории Баянаульского государственного национального природного парка насчитывается 35 домов отдыха, из них на берегу оз. Жасыбай — 28, оз. Сабындыколь — 5, оз. Торайгыр — 2 дома отдыха и 2 детских лагеря с предоставлением мест проживания, лодок, катамаранов, автобусов для экскурсии, культурные мероприятия в летний период. В настоящее время на территории национального парка имеется 37 археологических памятников, памятников природы и места показа. В целях развития туризма на территории парка разработаны и утверждены 11 туристских маршрутов с общей протяжённостью 208,5 км и 1 ботаническая тропа.
Богата область так же своими здравницами. К северо-востоку от г. Павлодара расположена лечебно-оздоровительная местность — санаторий «Мойылды». О лечебных свойствах озера Мойылды с его уникальными грязями жители Павлодарского Прииртышья знали с древнейших времен.
В восточной части Павлодарской области на правобережье Иртыша находится ГУ «Государственный лесной природный резерват „Ертіс орманы“». Протяжённость границы — 556 км. ГЛПР «Ертіс орманы» состоит из двух филиалов — Шалдайского (площадь — 143 247 га, центр — п. Шалдай Щербактинского района), Бескарагайского (площадь 134 714 га, центр п. Шака Аккулинского района) и 16 лесничеств. Территория предоставлена одной категории защищённости «особо ценные лесные массивы». Восточно-Казахстанская и частично Павлодарская области — единственные места в Казахстане, где со времен ледникового периода сохранились уникальные ленточные сосновые боры.
На правом берегу р. Иртыш расположен Палеонтологический памятник природы Республиканского значения «Гусиный перелёт». Захоронение неогеновых ископаемых животных — гиппариона (трёхпалой лошади), носорога, жирафа, саблезубого тигра и др., обитавших 7—10 млн лет назад, находятся на глубине 6—8 м. Захоронение гиппарионовой фауны является крупнейшим в Евразии. В будущем на месте памятника планируется создание палеонтологического парка и раскопочного павильона. Создание палеонтологического парка и раскопочного павильона позволит не только сохранить уникальный памятник для науки, но и привлечь туристов из других регионов Казахстана и из-за рубежа, таким образом, повысив туристский и экономический потенциал региона.
Помимо Мойалды в Павлодарской области функционируют и другие курортные зоны находящиеся на солёных озерах, это озеро Маралды имеющее источники целебной грязи, курортная зона ТузКала

## Социальная сфера

### Образование и наука
Система образования области представляет реальные возможности для выбора учащимися различных форм обучения, типа учебного заведения, уровня получения образования. В области функционируют инновационные учебные заведения: дошкольные гимназии, общеобразовательные лицеи и гимназии, школы для одарённых детей.
Сформирована сеть внешкольных организаций образования — это областной Дворец школьников и дома детского творчества в районах и городах, музыкальные и спортивные школы, станции юных натуралистов, техников, подростковые клубы в микрорайонах городов.
В области полностью завершена компьютеризация школ, учреждений начального и среднего профессионального образования. К сети Internet подключены все школы, области ведётся оснащение организаций образования мультимедийными кабинетами, интерактивными досками и проекторами, лингафонным оборудованием, обновляется компьютерная техника.
Развитие системы образования сопровождается ежегодным увеличением финансирования. С 1998 по 2010 год расходы на образование увеличены в 6 раз (с 4,2 млрд тенге до 25,5 млрд тенге).
- Дошкольное образование

Система дошкольного образования области представляет собой многофункциональную сеть образовательных учреждений, которые реализуют основную общеобразовательную программу дошкольного образования, ориентированную на потребности населения и представляющую разнообразный спектр образовательных услуг с учётом возрастных и индивидуальных особенностей развития ребёнка.
В 2010 году численность детей в возрасте от 0 до 7 лет увеличилась и на 1 октября 2010 года составила 71 451 человек (2009 год — 71 250, 2008 год — 70 866). Выполнены мероприятия Программой развития образования в области на 2008—2010 годы по восстановлению и строительству дошкольных организаций образования. За год восстановлено 14, построен 1, расширены площади 5 действующих детских садов на 2270 мест.
В Павлодарской области насчитывается 144 дошкольных организаций: г. Павлодар — 66; г. Екибастуз — 23; г. Аксу — 10; Актогайский район — 2; Баянаульский район — 5; Железинский район — 3; Иртышский район — 4; Качирский район — 3; Лебяжинский район — 7; Майский район — 7; Павлодарский район — 7; Успенский район — 3; Щербактинский район — 4.
- Среднее образование

Сеть средних образовательных учреждений Павлодарской области охватывает 416 школ и школ-интернатов: г. Павлодар — 45; г. Екибастуз — 49; г. Аксу — 34; Актогайский район — 30; Баянаульский район — 33; Железинский район — 36; Иртышский район — 31; Качирский район — 31; Лебяжинский район — 23; Майский район — 14; Павлодарский район — 28; Успенский район — 20; Щербактинский район — 28; Специализированные школы для одарённых детей — 14.
В области 2 гимназии и 2 лицея, 12 специализированных школ, в том числе: гимназий для одарённых детей — 3, специализированных школ лицеев для одарённых детей — 5, специализированная кадетская школа-интернат для одарённых детей, специализированная музыкальная школа-интернат для одарённых детей, 2 специализированные школы для одарённых детей с государственным языком обучения «Жас дарын» (г. Павлодар), «Зерде» (г. Экибастуз). В 2010 году в число специализированных школ была включена гимназия с казахским языком обучения г. Аксу.
128 школ (30,1 %) являются республиканскими и областными экспериментальными площадками по апробации структуры и содержания новой модели 12-летнего общего среднего образования, апробации зарубежных учебников и УМК британского издательства «Макмиллан» в рамках эксперимента по изучению английского языка со 2-го класса, трёхъязычного и профильного обучения, апробации учебников и учебно-методических комплексов.
Профессиональных школ и лицеев в области 25, среди них в г. Павлодар — 12, в городах Екибастуз и Аксу — по 2, в таких районах, как Качирский, Железинский, Иртышский, Щербактинский, Успенский, Актогайский, Баянаульский, Лебяжинский и Майский — по 1.
Колледжей в области 29, 22 из них находятся в г. Павлодар, в г. Екибастуз — 5, в г. Аксу и селе Красноармейка — по 1.
- Высшее образование

Всего на территории области осуществляют деятельность четыре высших учебных заведения, три из которых находятся в г. Павлодар, один — в г. Екибастуз:
1. Павлодарский Государственный Университет им. С. Торайгырова
2. Павлодарский Государственный Педагогический Университет
3. Инновационный Евразийский Университет
4. Екибастузский Инженерно-Технический Институт им. академика К. Сатпаева[54]

Также в Павлодарской области осуществляют свою деятельность филиалы других вузов, таких, как Государственный Медицинский Университет (г. Семей), Алматинская Академия Экономики и Статистики (г. Алматы) и др.
Начальником управления образования Павлодарской области на данный момент является Бексеитова Бахыт Макановна.

### Здравоохранение
История здравоохранения Павлодарской области начиналась в далеком 1905 году с первым лечебным учреждением области — с Павлодарской больницы.
В 1907 году на средства земства была открыта больница на 10 коек в с. Песчанном, в 1912 году — в с. Иртышск. К этому времени начали функционировать фельдшерские пункты в восьми волостях.
В январе 1920 года при Павлодарском уездном исполкоме был создан отдел здравоохранения.
В 1926 году на Павлодарский уезд приходилось 10 больниц с 391 койкой, 6 врачей и 51 помощник лекаря, в 1939 году — 34 больницы на 871 коек (10 городских и 24 сельских) 40 амбулаторно-поликлинических организаций 53 фельдшерско- акушерских пункта, 2 опорных пункта по борьбе с малярией, станция скорой помощи с 1 автомашиной. В двух больницах действовали рентгенкабинеты и клинико-диагностические лаборатории. Количество врачей возросло до 30 врачей, из них в сельской местности было 10.
На данный момент в области функционируют 403 медицинских объекта, в том числе 65 юридических лиц, из них 34 больничных организаций, 7 диспансеров, 12 амбулаторно-поликлинических организаций и 12 прочих МО. Кроме того, в состав ЦРБ и поликлиник входят 3 сельские участковые больницы, 76 врачебных амбулаторий, 22 фельдшерско-акушерских пункта и 237 медицинских пункта.
В государственных медицинских организациях работают 2467 врачей и 6072 средних медработников. Обеспеченность врачами составила 33,0 на 10 тыс. населения, обеспеченность средними медработниками — 81,3 на 10 тыс. населения.
Кроме государственных медицинских организаций, в области функционирует 120 субъектов частной формы собственности, в том числе 95 юридических лиц и 22 индивидуальных предпринимателя. В них работают 506 врачей и 898 средних медицинских работников.
- Павлодарская железнодорожная больница
- Областной диагностический центр
- Больница скорой медицинской помощи и др.

Развитию здравоохранения в области уделяется большое внимание. В рамках Послания Президента страны народу Казахстана «Построим будущее вместе» решён вопрос строительства в 2012—2015 годах 2-х поликлиник, 14 врачебных амбулаторий, 3 фельдшерско-акушерских пунктов, 43 медицинских пунктов.
В области активно развивается мобильная медицина, которая включает 11 передвижных установок — 6 стоматологических, 4 флюорографических 3 амублаторных, а также 1 маммографический передвижной комплекс.
В 2011 году на оснащение современным оборудованием из различных источников выделено 1 миллиард 353 миллионов тенге.
Начальником управления здравоохранения Павлодарской области на данный момент является Касимов Нурлан Каукенович.

### Спорт
В Павлодарской области отмечается ежегодный рост основных показателей развития физической культуры и спорта.
Число занимающихся физической культурой в 1991 году составляло 97 136 человек, в 2001 году — 102 032 человека (+ 4896 человек), к 2010 году эта цифра увеличилась до 162 545 (+ 65 409 человек по сравнению с 1991 годом).

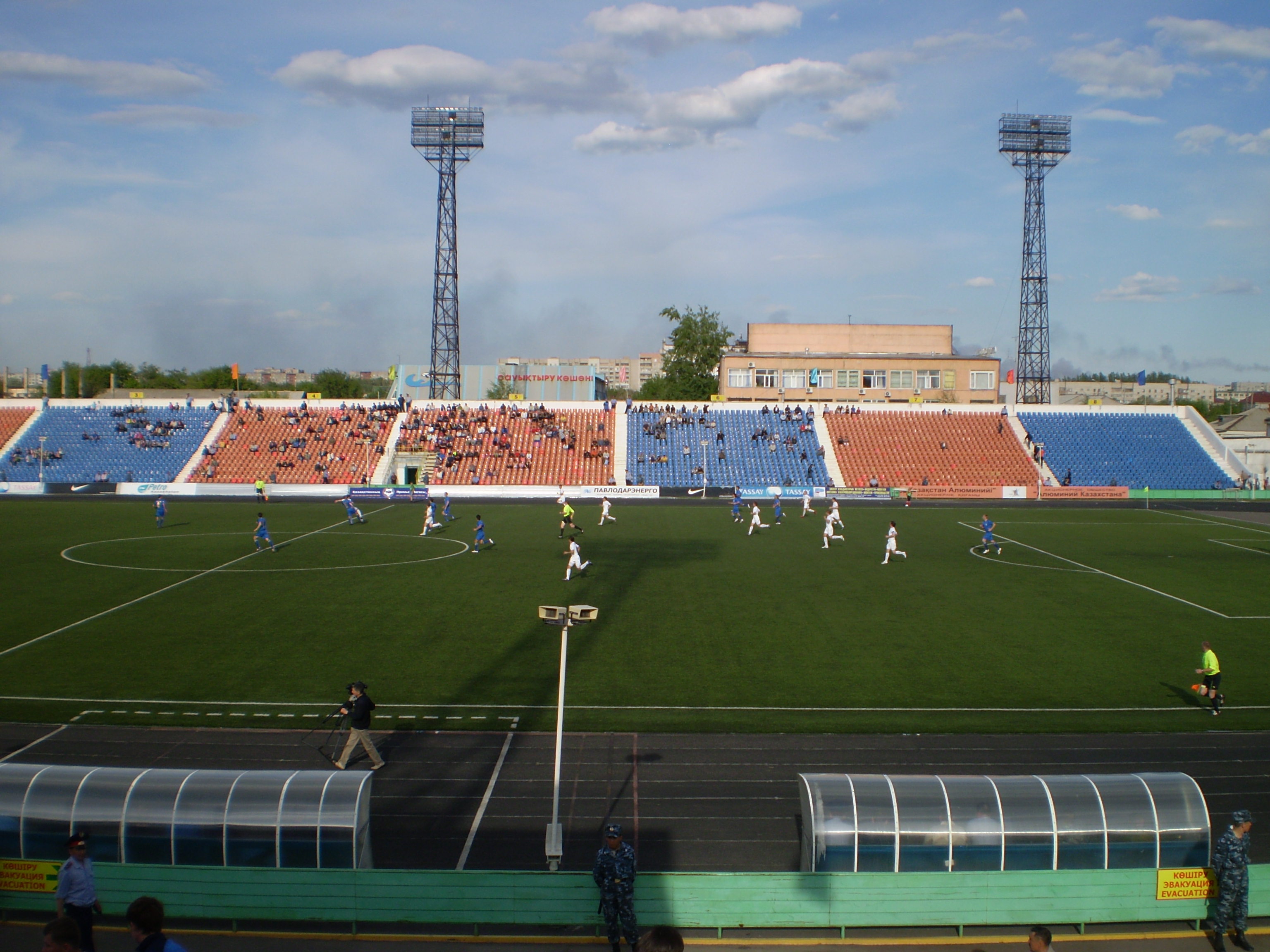
Центральный стадион города Павлодара.

Постоянными участниками всех проводимых в республике соревнований, кроме национальных видов конного спорта, борьбы казахша курес и настольной игры тогыз кумалак стали спортсмены по аударыспаку, тенге алу, кыз куу и Кусбеги (охота с ловчими птицами). На сегодняшний день национальными видами спорта занимаются около 9000 человек.
С целью функциональной диагностики, реабилитации и контроля над состоянием здоровья спортсменов в 2004 году в новом здании возобновил свою работу врачебно-физкультурный диспансер, специалисты которого ежегодно проводят диспансеризацию около 6000 спортсменов.
В 2006 году создан Центр подготовки олимпийского резерва с контингентом 50 человек.
Контингент учащихся спортивных школ составляет 19 248 учащихся (+ 6205 по сравнению с 2001 годом).
В Павлодаре 20 спортивных учреждений, среди которых ледовый дворец «Астана» и специализированный центр бокса.
В Екибастузе 5 детско-юношеских спортивных школ. В Аксу и районных центрах — по одному ДЮСШ.
- Футбол:

Футбольные клубы Павлодарской области:
1. ФК «Иртыш»
2. ФК «Экибастуз»
3. ПФК «Арман»
4. ФК «Аксу»

- Бокс:

С 17 по 21 мая 2011 года в Павлодаре проходил международный турнир по боксу на приз заслуженного мастера спорта СССР, двукратного чемпиона Европы, уроженца г. Павлодар Серика Конакбаева, в котором приняли участие 190 боксёров из 12 стран мира.
С 12 по 16 декабря 2011 года в Павлодаре также проходил IV открытый турнир на призы заслуженного тренера Казахской ССР, профессора ПГУ Рафаэля Вахитова, в котором приняли участие 135 боксёров из 12 стран.
13 декабря 2011 года был открыт Специализированный центр бокса, спонсором строительства которого стал Павлодарский нефтехимический завод.

### Социальные учреждения
- ГУ «Центр социального обслуживания населения города Павлодара»
- КГУ «Медико-социальное учреждение общего типа для престарелых и инвалидов Павлодарской области» (Павлодар)
- КГУ «Аксуское медико-социальное учреждение общего типа для престарелых и инвалидов Павлодарской области»
- КГУ «Щербактинское медико-социальное учреждение общего типа для престарелых и инвалидов Павлодарской области»
- КГУ «Иртышское медико-социальное учреждение общего типа для престарелых и инвалидов Павлодарской области»
- КГУ «Областное психоневрологическое медико-социальное учреждение» (Мичурино)
- КГУ «Областное детское психоневрологическое медико-социальное учреждение» (Павлодар)
- КГУ «Областной центр реабилитации детей с ограниченными возможностями» (Павлодар)
- КГУ "Павлодарский областной центр социальной реабилитации инвалидов и престарелых «Ардагерлер үйі» (Павлодар)
- ГУ «Павлодарский городской адаптационный центр-приют для лиц, не имеющих определённого места жительства»
- ГУ «Павлодарский городской центр социальной помощи акима города Павлодара»
- КГУ «Экибастузский городской Центр социальной адаптации для лиц, не имеющих определённого места жительства»
- ГУ «Павлодарский городской адаптационный центр для лиц, освободившихся из мест лишения свободы»
- ГУ «Павлодарский городской центр социально-психологической реабилитации и адаптации женщин, не имеющих определённого места жительства»
- ГУ «Центр социальной адаптации г. Аксу для лиц, не имеющих определённого места жительства»
- ГУ «Дом Милосердия» (Павлодар)[58]

## Культура и искусство

«Ертостик» — памятник из известняка на пересечении улиц Ленина и Торайгырова города Павлодара

Павлодарское Прииртышье является регионом, обладающим значительным культурным потенциалом, с сотнями библиотек, двумя профессиональными театрами, десятками музеев разнообразной направленности; многочисленными памятниками архитектуры и истории.

### Библиотеки
Наиболее крупные библиотеки города Павлодара: Областная библиотека им. С. Торайгырова, Республиканская научно-техническая библиотека, Областная специальная библиотека для незрячих и слабовидящих граждан, Центральная библиотека им. П. Васильева, Центральная детская библиотека им. А. Гайдара, Централизованная библиотечная система города Павлодара, Библиотека национальной книги, Библиотека казахской литературы и другие. В области находятся 12 крупных библиотек из них: Центральная библиотека г. Аксу, Кызылжарская сельская модельная библиотека /ЦБС г. Аксу/, Береговая сельская модельная библиотека /Качирская ЦБС/, Актогайская центральная районная библиотека, Муткеновская сельская модельная библиотека /Актогайская ЦБС/, Щербактинская центральная районная библиотека, Орловская сельская модельная библиотека /Щербактинская ЦБС/, Успенская Центральная Районная Библиотека, Галицкая сельская модельная библиотека /Успенская ЦБС/, Железинская центральная районная библиотека.
Отдельное место среди прочих занимает Павлодарская областная библиотека им. Султанмахмута Торайгырова, являющаяся главной библиотекой области. Её книжный фонд является крупнейшим в Павлодарской области собранием учебной, научной, художественной и краеведческой литературы. На протяжении года в библиотеке бывает более 32 тыс. человек, которым выдаётся 900 тысяч экземпляров журналов и книг. На сегодняшний день структура библиотеки состоит из 14 отделов, которые работают по разным направлениям информационно-библиографического, библиотечного обслуживания и культурно-просветительской работы..

### Музеи
- Историко-краеведческий музей им. Г. Н. Потанина

Павлодарский областной историко-краеведческий музей был основан в 1942 году на базе областного отделения «Общества изучения Казахстана». В 1959 году ему было присвоено имя Г. Н. Потанина — путешественника, исследователя Средней Азии, уроженца Павлодарской области. Основателем музея был фотограф, краевед Дмитрий Поликарпович Багаев. Экспозиция музея располагается в 8 залах, раскрывающих историю и культуру края.
Основу собрания музея составляют следующие коллекции: археологическая, палеонтологическая, этнографическая, нумизматика, фотоизобразительная коллекция, документальная, естественно-научная, производственная, оружие — огнестрельное и холодное.
На базе областного историко-краеведческого музея проводятся археологические и этнографические экспедиции по исследованию Павлодарского Прииртышья.
- Дом музей Д. П. Багаева

Мемориальный Дом-музей Д. П. Багаева был открыт 30 января 2001 г. Является филиалом Павлодарского областного историко-краеведческого музея им. Г. Потанина. В этом доме жил и работал краевед, летописец Павлодарского Прииртышья, основатель и первый директор Областного историко-краеведческого музея, выдающийся фотограф, известный далеко за пределами Казахстана, Багаев, Дмитрий Поликарпович.
Это единственный мемориальный музей в городе Павлодаре, единственный музей фотографа в Казахстане. Музей состоит из комплекса: дом из трёх комнат, уникальный фотопавильон, заповедная усадьба.
В экспозиции музея подлинные вещи мастера, датируемые началом 20 века, фотоаппаратура прошлых лет, и, что самое главное, его творческое наследие — фотографии, запечатлевшие историю края более чем за полвека. В музее экспонируются также и выставки современных фотографов, в том числе и из других стран — Германия, Аргентина, Россия и городов Казахстана — Алматы, Караганда, Темиртау, Усть-Каменогорск.
- Дом песенного творчества имени М. Шамсутдиновой

Дом — музей песенного творчества имени Майры Шамсутдиновой является филиалом Павлодарского областного историко-краеведческого музея им. Г. Потанина. Он был основан 30 января 2001 года.
Музей имеет 2 зала. Первый экспозиционный зал знакомит посетителей с жизнью и творчеством знаменитой певицы и композитора 1920-х годов — Майры Уалиевны Шамсутдиновой. Экспозиция этого зала представляет документы и фотографии, отражающие жизненный и творческий путь певицы.
Но особый интерес у посетителей музея вызывают личные вещи Майры: большая пиала, шапан из красного шелка. В этом же зале экспонируются старинная гармонь 1916 года, принадлежавшая продолжательнице творчества Майры Казыне Субековой, и огромная печь, которая в народе получила название «контрамарка».
- Павлодарский областной художественный музей

Павлодарский областной художественный музей образован в 1964 году. Это второй созданный в Казахстане художественный музей. До этого только в столице, Алма-Ате, существовала Казахская государственная художественная галерея им. Т. Г. Шевченко. 18 декабря 1965 года музей был открыт для посетителей. В фондах на тот момент было 369 экспонатов. В 1979 году музей переехал в новое здание, где располагается и сейчас.
Павлодарский областной художественный музей сформировал уникальное собрание живописи, графики, скульптуры, декоративно-прикладного искусства. В фондах музея более 5500 экспонатов.
- Музей литературы и искусства им. Бухар Жырау

Музей литературы и искусства имени Бухар жырау был открыт в 1992 году.
Экспозиция музея располагается в 8 залах.
- Дом-музей поэта Павла Васильева

Торжественное открытие Дома-музея состоялось 23 декабря 1994 года, в день рождения П. Васильева. Большинство экспонатов для нового музея были переданы Е. А. Вяловой, дочерью поэта Н. П. Фурман, братом В. Н. Васильевым.
В последующие годы фонды Дома-музея постоянно пополнялись документами и материалами не только о жизни и творчестве П. Васильева, но и его поэтов-современников, помогающими воссоздать образ самобытного поэта, осмыслить его творчество.
В стенах Дома-музея проходят заседания ЛитО имени П. Васильева.
- Дом Г. Н. Шафера

«Дом Шафера» — единственный в Республике Казахстан музей грампластинок. Он был открыт 21 февраля 2001 г. на базе уникальной коллекции профессора Павлодарского государственного педагогического института, музыковеда, исследователя творчества И. О. Дунаевского, композитора Наума Григорьевича Шафера.
В коллекции 25 000 грампластинок, 1500 бобин магнитофонных записей, 1500 аудиокассет. Картотека насчитывает более 500 тысяч карточек на музыкальные произведения (по композиторам и исполнителям).
Также в области находятся:
- Историко-краеведческий музей г. Экибастуз
- Историко-краеведческий музей г. Аксу
- Мемориальный музей им. К. И. Сатпаева с. Баянаул
- Музей поэта С. Торайгырова с. Торайгыр
- Щербактинский районный историко-краеведческий музей с. Щербакты
- Успенский историко-краеведческий музей с. Константиновка[60]

### Театры
- Драматический театр им. А. П. Чехова — крупнейший театр Павлодара
- Павлодарский областной казахский музыкально-драматический театр им. Ж. Аймаутова
- «Промень» Молодёжный театр

Корни студии «Промень» берут начало от театрального кружка «МКЦП», который существовал в Католической Церкви г. Павлодара с 2000 года под руководством сестёр-монахинь, а с 2003 года — под руководством Деркульской Ольги и Аверьянова Дениса.
5 января 2009 года МОО КДС «Промень» расположилось в здании Городского Дворца Культуры им. Естая (ГДК), где находится и по сей день.

### Досуговые центры и концертные залы
- Культурно-досуговый центр «Дом дружбы»

Осенью 2008 года в Павлодаре открылся Дом дружбы. В его открытии принял участие Президент Казахстана Нурсултан Назарбаев. Здесь находятся центры этнокультурных объединений города и области.
- Культурно-досуговый центр «Шанырак»

Областной центр народного творчества департамента культуры Павлодарской области
- Городской Дворец Культуры им. Естая
- Концертный зал «Достык»
- Детский культурно-досуговый центр «Колос»

## Достопримечательности
Достопримечательности региона включают природные достопримечательности, исторические и архитектурные памятники, религиозные сооружения. Большая часть из них приходится на центр области — город Павлодар, который является одним из старейших и красивейших городов Казахстана. Богата земля Павлодарского Прииртышья археологическими памятники (здесь расположено множество стоянок, могильников, поселений, курганов различных эпох), а также местами культурного отдыха.

### Природные памятники
- Государственный Национальный природный парк Баянаул
- Геологические объекты Павлодарской области
- Государственный природный заказник — Қызылтау
- Зоологический природный заказник — Ертіс жағалауы
- Пойма р. Иртыш
- Богатство недр Щербактинского района озеро Маралды
- Чалдайский ленточный бор
- Памятник природы Гусиный перелёт

город Павлодар
- Обелиск павшим в ВОВ, Великая Отечественная война

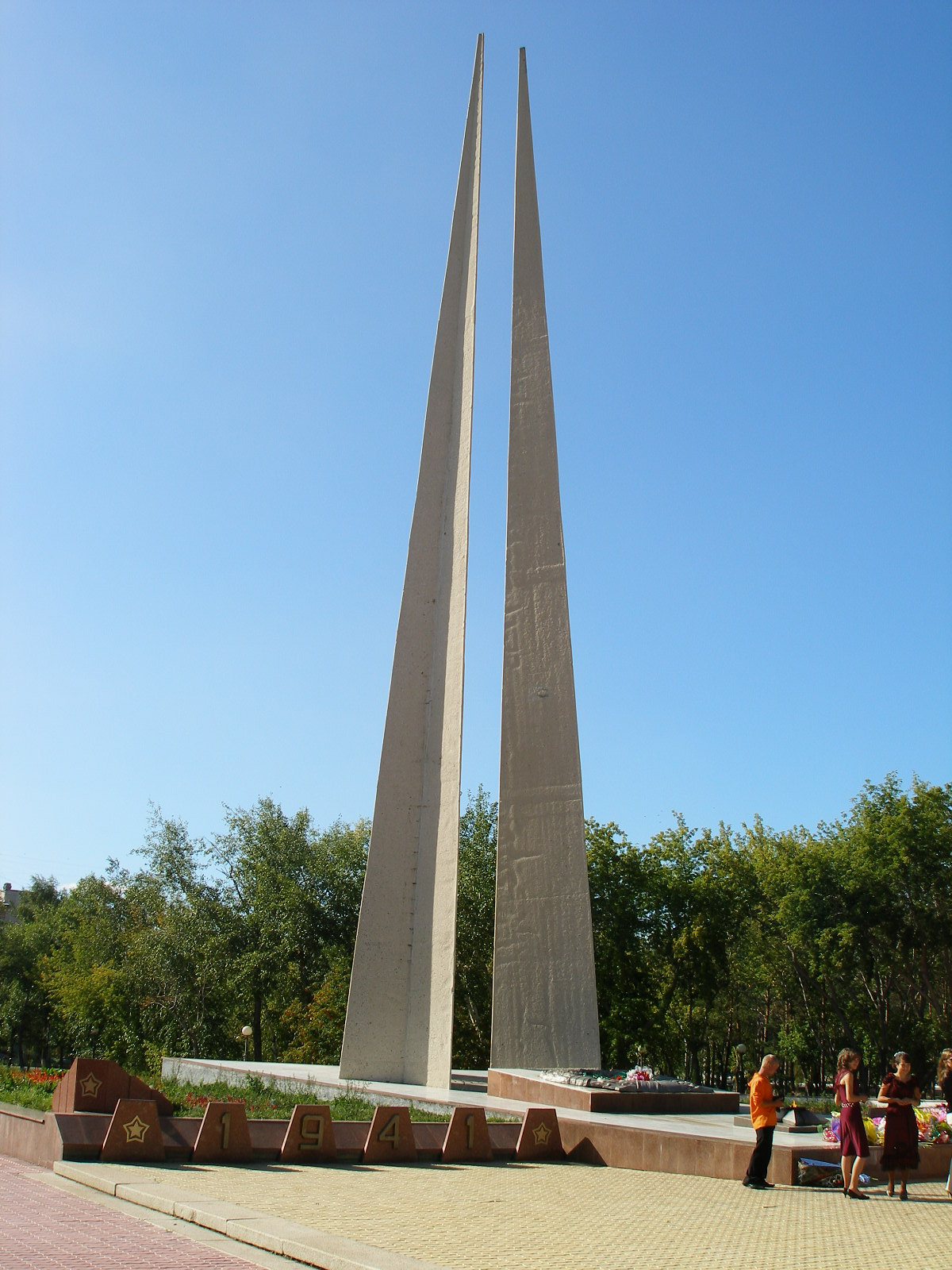
Обелиск Славы у Вечного огня в парке Победы

- Памятник Султанмахмуту Торайгырову.

В 2000 году памятник поэту С. Торайгырову был установлен в г. Павлодаре перед художественным музеем, фасадной частью скульптурная композиция была развернута вдоль ул. Торайгырова, в 2009 году памятник перенесён на 150 м к фонтанам вдоль ул. Ак. Сатпаева. Скульптор Ескен Сергебаев.
- Танк Т-34 на постаменте.

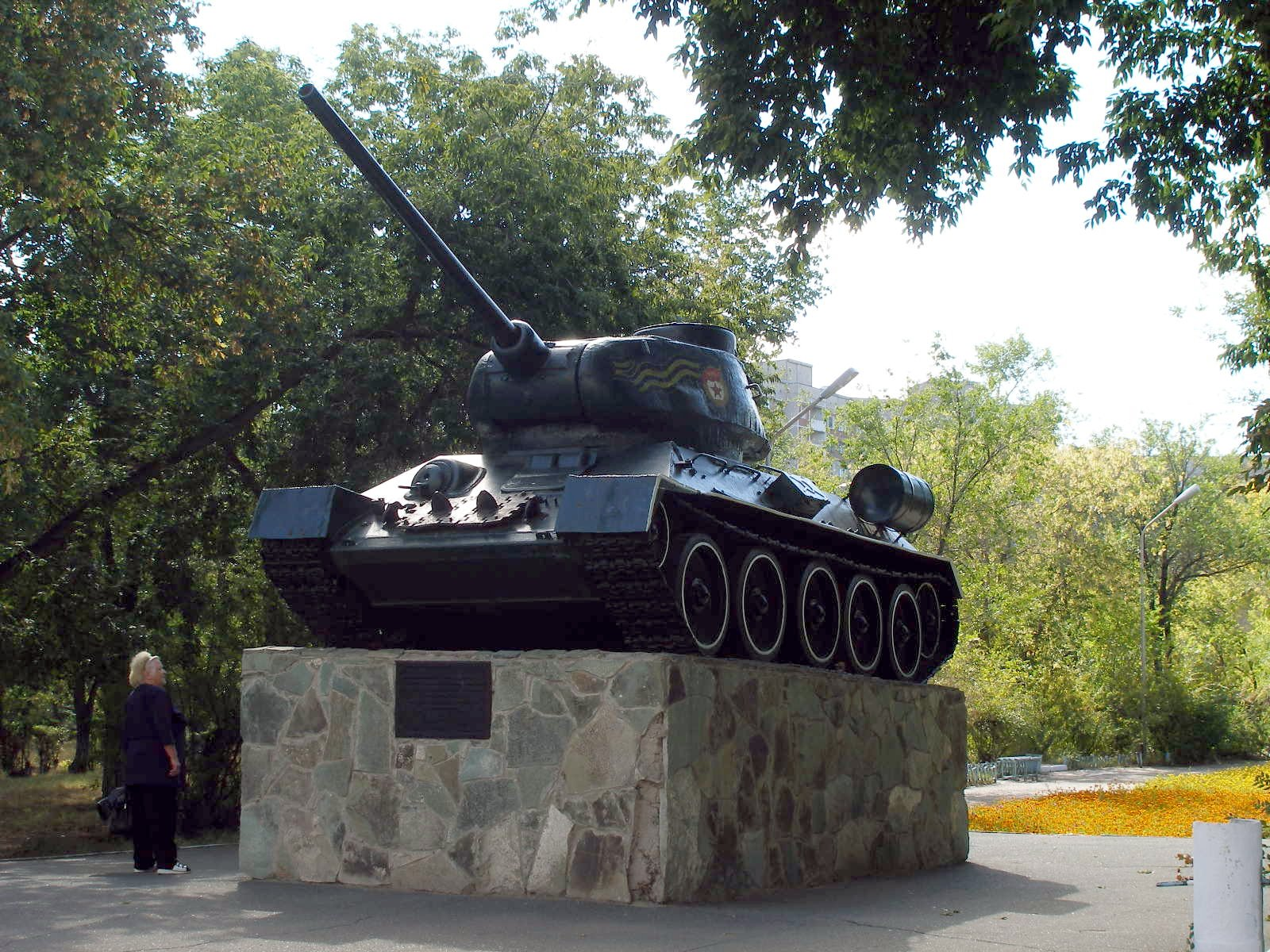
Мемориал в память о боевых и трудовых подвигах павлодарцев в Великой Отечественной войне 1941—1945 гг.
- Обелиск Славы воинам внутренних войск
- Первый памятник В. И. Ленину в Павлодарской области был установлен в 1928 году в г. Павлодар (Ленпарк).
- Мемориал Славы был установлен в 1975 году в г. Павлодар (Первомайский сквер).
- Памятник К. Камзину, Герою Советского Союза был установлен в 1979 году в г. Павлодар, ул. Камзина — Толстого.
- Памятник Павлу Васильеву

Памятник известному евразийскому поэту Павлу Васильеву (1910—1937) и сквер его имени открылись в Павлодаре 23 сентября 2011 г. Бюст Павла Васильева установлен во дворе Дома музея Павла Васильева. Скульптор Е. Мергенов, архитектор К. Монтахаев.
- Памятник К. И. Сатпаеву

12 апреля 2010 года — был открыт памятник академику, Президенту Академии наук Казахстана Канышу Имантаевичу Сатпаеву в центре города Павлодара, рядом с городским акиматом.
Высота скульптуры вместе с постаментом — 8,5 метра. Автор памятника — скульптор, член Союза художников СНГ и Казахстана, лауреат государственной премии имени Чокана Валиханова, академик Академии художеств РК Ольга Прокопьева. Автор постамента — заслуженный архитектор страны Кацев.
- Аллея бюстов просветителей и академиков

В сквере перед главным корпусом Павлодарского Государственного Университета им. С. Торайгырова в 2003 установлены на постаментах бюсты 9 выдающихся деятелей, выходцев из Павлодарской области: Бухар — жырау, М. Ж. Копеева, Ж. Аймаутова, Е. Бекмаханова, К. И. Сатпаева, А. Бектурова, А. Маргулана, Ш. Чокина.
- Аллея этнокультурных объединений, посвящённая двадцатилетию независимости Казахстана

В Павлодаре в ноябре 2011 года состоялось открытие аллеи этнокультурных объединений, посвящённая двадцатилетию независимости Казахстана.
На аллее, которая расположена вдоль главной улицы города Кутузова, установлены узнаваемые символы народов. Они символизируют духовную культуру других этносов, населяющих Павлодарскую область.
Всего на аллеи расположились восемнадцать небольших скульптур.
- Памятник жертвам голодомора

Памятник жертвам голодомора 30-х годов прошлого столетия был открыт в Павлодаре 31 мая 2012 года. Его воздвигли на въезде в город, у входа на старое мусульманское кладбище, на котором проводились массовые захоронения погибших от голода.
Районы и города области:
- Бюст С. Муткенова (1913—1944 гг.) — Героя Советского Союза — был установлен в 1965 году в селе Муткенова Актогайского района.
- Бюст Ж. Тленшина — народного Просветителя — был установлен в 1967 году в скеле Кожамжар, Актогайского района.
- Бюст С. И. Царева (1882—1918) — комиссара экибастузских угольных копей — был установлен в 1974 году в городском сквере г. Аксу.
- Бюст К. Камзина, Героя Советского Союза (1913—1944 гг.) — был установлен в 1966 году в с. Жолкудук, Аксуский р-он.
- Бюст И. В. Бабина, Героя Советского союза был установлен в 1965 году в с. Железинка, Железинский р-он.
- Бюст А. Н. Елгина, Героя Советского Союза был установлен в 1964 году в с. Качиры, Качирский р-он.
- Памятник С. И. Цареву, комиссару экибастузских угольных копей был установлен в 1978 году в г. Экибастуз на улице, названной в его честь.
- Памятник Бухар жырау. В 1993 году установлен памятник поэту, мыслителю и государственному деятелю Бухар жырау в центре с. Баянаул к 325-летию со дня рождения.
- Памятник Исе Байзакову. В 1979 году установлен памятник народному акыну, певцу, композитору, актёру Исе Байзакову в с. Иртышск, в сквере с Домом культуры. Скульптор Е. Ершов, архитектор Б. Мустафин.
- Памятник Жаяу Мусе Байжанову. В 2008 году установлен памятник акыну, поэту и композитору Жаяу Мусе Байжанову. Расположен в 12 км от с. Баянаул, на северном берегу озера Жасыбай. Скульптор М. Е. Сергебаев.
- Бюст Жаяу Мусы Байжанова. В 1972 году установлен бюст акына, поэта и композитора Жаяу Мусы Байжанова в с. Жанатилек, находится в центре села, в парке.
- Бюст Кудайбергену Альсеитулы. В с. Железинка на площади перед Домом культуры установлен бюст поэта, акына, композитора Кудайбергена Альсеитулы[64].
- Памятник жертвам политических репрессий в Экибастузе.
- Бюст Естая, Казахского акына, певца, композитора, заслуженный деятель искусств Казахской ССР, расположен в селе Жолболды, на территории одноименной сельской школы

Пятиметровая композиция выполнена в стиле, получившем название «Саван». Это фигуры без четкого очертания и без лиц. На фоне пятиконечной звезды — фигуры женщин и ребёнка, скорбящих и оплакивающих своих близких.

### Здания и сооружения
- Часовая башня здания центрального отделение Казпочты, среди местного населения известен под названием «Биг-бен», из-за своей внешней схожести с одноименной башней в Лондоне

Часовая башня считается символом города Павлодара. По этим часам сверяет время весь город. Циферблат на здании Павлодарского областного филиала АО «Казпочта» появился в 1983 году.
- Центральная Набережная города Павлодара

Любимым местом отдыха горожан и гостей города является набережная реки Иртыш. Устройство набережной основано на террасовом принципе, учитывая естественный рельеф. Верхняя терраса — это уровень существующего сквера. Главная терраса — это центральная аллея, объединяющая существующие аллеи в единую набережную. Нижняя терраса — это непосредственно пляж.
- «Старый город»

Улица Ленина представляет собой «старый город», где сохранились старинные здания бывшего делового центра.
Дом купца Сорокина; Народный дом; Дом — музей песенного творчества имени Майры; Владимирское училище;
Педтехникум; Торговый дом купца А. Дерова; Торговые ряды по улице Ленина; Здание Русского Драматического Театра имени А. П. Чехова; Дом купца Охапкина; Мемориальный дом — музей Д. П. Багаева.
- Ледовый дворец — «Астана»

Ледовый дворец «Астана» торжественно открыл 16 октября 2003 года Президент Республики Казахстан Нурсултан Назарбаев. Главная достопримечательность ЛД «Астана» — ледовая арена. Её общая площадь составляет 1830 квадратных метров. Это позволяет проводить на площадке соревнования по хоккею с шайбой и фигурному катанию, а также ледовые шоу, на самом высоком уровне. Трибуны здесь могут вместить до 3-х тысяч зрителей.
- Дом дружбы.[65].
- Колоннада с флагом Республики Казахстан

В честь празднования 20-летия Независимости Республики Казахстан разработан проект и выполнено строительство колоннады с флагом РК, размещённым на флагштоке высотой 40 метров. Юбилейный объект открыт в день празднования Конституции РК и стал одним из красивейших мест отдыха горожан. Геоинформационная система Павлодарской области.
- Занесённая в Книгу рекордов Гиннесса Экибастузская ГРЭС-2

Уникальная труба станции высотой 420 метров в своё время вошла в Книгу рекордов Гиннеса. Пуск первого блока ГРЭС-2 состоялся в декабре 1990 года, а 22 декабря 1993 года был запущен второй энергоблок. Энергия ГРЭС-2 предназначена для обеспечения севера Казахстана и покрывает 15 % энергопотребления республики..

### Религиозные сооружения
- Мечеть имени Машхура Жусупа

Центральная мечеть имени Машхур Жусупа.

Мечеть расположена в центре Павлодара и архитектурно, если смотреть от основания лестницы, похожа на распахнутое сердце, открытое для мира и добра.
- Мечеть «Ақ мешіт» — Во время пожара 1901 года деревянные постройки города и мечеть сгорели. Вместо сгоревшей мечети в 1905 году на средства купца Фаттаха Рамазанова была построена новая каменная мечеть.
- Мечеть им. Касым Кажы в селе Павлодарское
- Благовещенский кафедральный собор

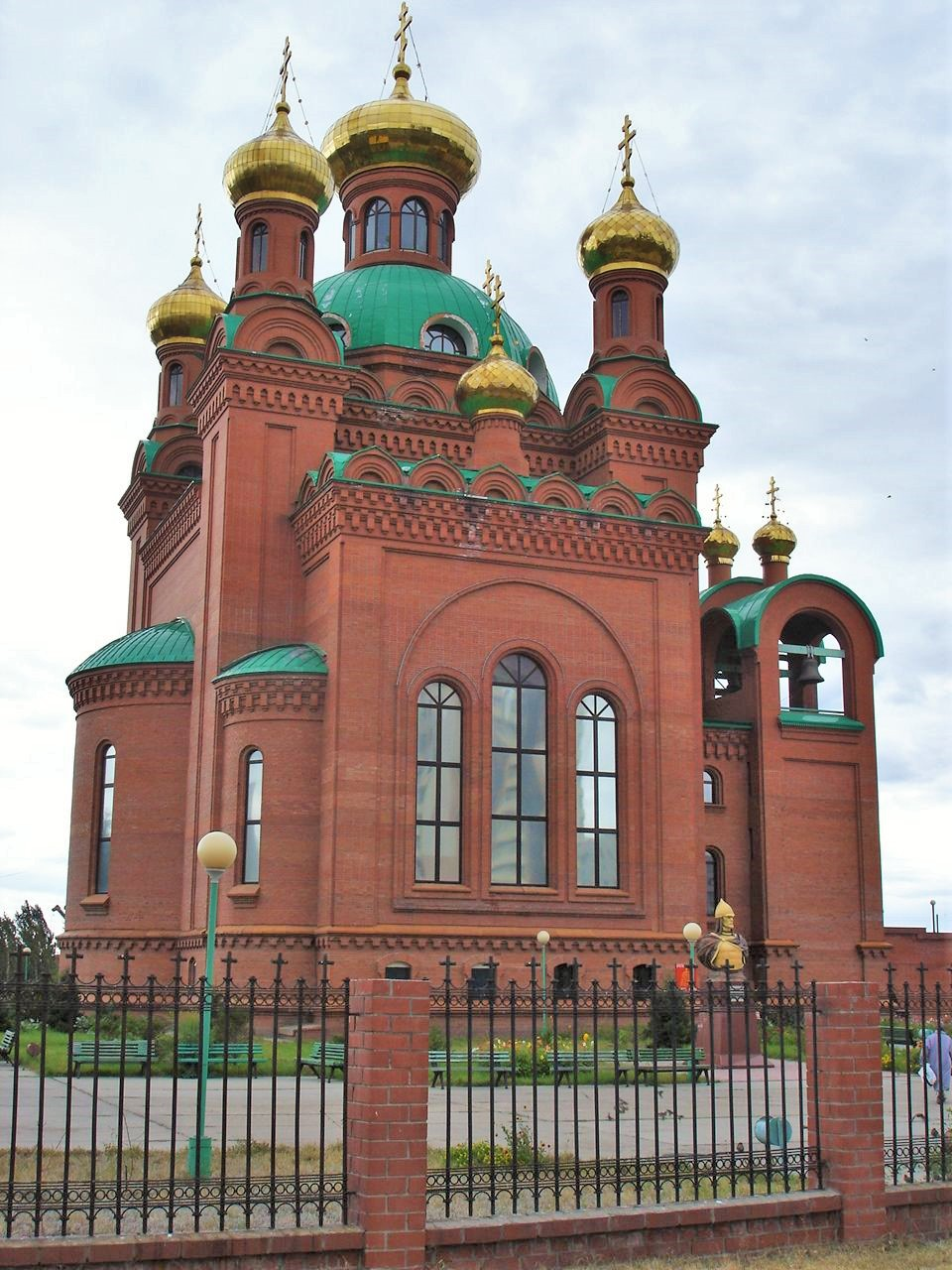
Благовещенский кафедральный собор, РПЦ.

Собор построен в 1999 году. Павлодарские архитекторы за основу взяли один из соборов Московского Кремля. Колокола отлиты в Москве, на заводе им. Лихачёва, всего их девять. Самый большой колокол весит — 1024 кг. Ажурные своды и арки храма, высоко взметнувшиеся главы с золотыми крестами, изящные башни, колокольня — делают храм уникальным архитектурным ансамблем.
- Экибастузская мечеть

Торжественное открытие екибастузской мечети, на котором присутствовал муфтий Казахстана Ратбек-кажы, состоялось в сентябре 1998 года. Возведённая по проекту городского архитектора Жениса Хайдарова, она стала украшением города и была признана одной из красивейших в республике.
- Православный Серафимо-Иверский собор

Собор в Екибастузе назван в честь двух святых: Серафима Саровского и Иверской иконы Божьей матери.